# Danh sách đảo thuộc tỉnh Quảng Ninh
Đây là trang liệt kê danh sách đảo ở biển tỉnh Quảng Ninh, một thành phần của Danh sách đảo Việt Nam. Biên tập dựa theo Bản đồ tỷ lệ 1:50.000 có đối chiếu với các văn bản hành chính hiện có.
Danh sách này không gồm các cù lao sông và cửa sông, đảo trong các hồ thủy điện thủy lợi, và các đảo biển không rõ tên.

## Thành phốMóng Cái
1. Đảo Vĩnh Thực 21°22′24″B 107°54′49″Đ / 21,37337°B 107,91352°Đ
2. Bãi Lục Lầm 21°32′25″B 108°01′45″Đ / 21,54039°B 108,02923°Đ
3. Hòn Tổ Lợn 21°31′03″B 108°02′17″Đ / 21,51755°B 108,03809°Đ
4. Hòn Tài Xẹc 21°30′48″B 108°04′01″Đ / 21,5133°B 108,06696°Đ
5. Hòn Chim Rơi 21°30′33″B 108°02′54″Đ / 21,50925°B 108,04843°Đ
6. Hòn Dậu Gót 21°30′18″B 108°04′07″Đ / 21,50491°B 108,06871°Đ
7. Hòn Rái 21°30′02″B 108°02′28″Đ / 21,50057°B 108,04101°Đ
8. Hòn Đai 21°25′36″B 107°55′17″Đ / 21,42677°B 107,92151°Đ
9. Hòn Đai Dưới 21°25′15″B 107°55′33″Đ / 21,42088°B 107,92578°Đ
10. Hòn Soi Tre 21°25′14″B 107°54′14″Đ / 21,42049°B 107,90391°Đ
11. Hòn Sói 21°25′12″B 107°54′46″Đ / 21,41995°B 107,91274°Đ
12. Hòn Cốc 21°25′02″B 107°54′29″Đ / 21,4172°B 107,90795°Đ
13. Hòn Đầu Sơn 21°24′58″B 107°54′01″Đ / 21,41614°B 107,90029°Đ
14. Hòn Tố Sơn 21°24′42″B 107°50′02″Đ / 21,41159°B 107,83393°Đ
15. Hòn Nưa 21°24′08″B 107°53′04″Đ / 21,40217°B 107,88435°Đ
16. Hòn Đầu Tán 21°23′47″B 108°00′30″Đ / 21,39636°B 108,00829°Đ
17. Hòn Cồn Quay 21°22′46″B 107°51′37″Đ / 21,37934°B 107,86017°Đ
18. Hòn Khuy 21°22′33″B 107°50′50″Đ / 21,37583°B 107,84721°Đ
19. Hòn Thoi Giữa 21°21′53″B 107°51′46″Đ / 21,36459°B 107,86284°Đ
20. Hòn Thoi Rừng 21°21′52″B 107°52′13″Đ / 21,3645°B 107,87027°Đ
21. Hòn Thoi Già 21°21′36″B 107°51′23″Đ / 21,35993°B 107,85632°Đ

## HuyệnHải Hà
1. Đảo Miều 21°22′00″B 107°45′16″Đ / 21,36655°B 107,75441°Đ
2. Đảo Cái Chiên 21°19′45″B 107°46′05″Đ / 21,32924°B 107,76803°Đ
3. Đảo Thoi Xanh 21°17′32″B 107°46′02″Đ / 21,29219°B 107,76712°Đ
4. Đảo Vạn Mực 21°17′12″B 107°40′31″Đ / 21,28674°B 107,67523°Đ
5. Đảo Vạn Nước 21°16′39″B 107°39′33″Đ / 21,27739°B 107,65914°Đ
6. Hòn Trạm Trong 21°23′20″B 107°46′05″Đ / 21,38894°B 107,76815°Đ
7. Hòn Trạm Ngoài 21°23′06″B 107°45′51″Đ / 21,38498°B 107,7643°Đ
8. Hòn Thoi Chú 21°21′36″B 107°41′36″Đ / 21,36007°B 107,69346°Đ
9. Hòn Đầu Gỗ 21°21′07″B 107°41′33″Đ / 21,35193°B 107,69238°Đ
10. Hòn Mỹ 21°20′59″B 107°43′34″Đ / 21,34962°B 107,726°Đ
11. Hòn Kèo 21°20′57″B 107°41′32″Đ / 21,3492°B 107,69231°Đ
12. Hòn Lim 21°20′40″B 107°40′37″Đ / 21,34438°B 107,67695°Đ
13. Hòn Cái Khiên (h. Pè) 21°20′30″B 107°41′19″Đ / 21,34179°B 107,68874°Đ
14. Hòn Me Độc (h.Thoi Trai) 21°19′54″B 107°41′16″Đ / 21,33166°B 107,6879°Đ
15. Hòn Ru 21°19′00″B 107°48′18″Đ / 21,31654°B 107,80492°Đ
16. Hòn Dều 21°18′57″B 107°48′45″Đ / 21,31592°B 107,81261°Đ
17. Hòn Am Trong 21°18′29″B 107°39′24″Đ / 21,30795°B 107,65667°Đ
18. Hòn Am Ngoài 21°18′20″B 107°39′46″Đ / 21,30569°B 107,66268°Đ
19. Hòn Quang 21°17′09″B 107°40′00″Đ / 21,28592°B 107,66676°Đ
20. Hòn Ba Rèm Bé 21°16′45″B 107°42′25″Đ / 21,27911°B 107,7069°Đ
21. Hòn Ba Rèm Đông 21°16′36″B 107°42′11″Đ / 21,27657°B 107,70296°Đ
22. Hòn Bò Vàng 21°16′15″B 107°38′46″Đ / 21,27073°B 107,64617°Đ
23. Hòn Ba Rèm Giữa 21°16′03″B 107°41′31″Đ / 21,26751°B 107,69187°Đ
24. Hòn Ba Rèm Nam 21°15′34″B 107°40′38″Đ / 21,25934°B 107,67718°Đ
25. Cồn Đước 21°23′03″B 107°44′11″Đ / 21,38415°B 107,73634°Đ
26. Cồn Cốc 21°20′38″B 107°43′54″Đ / 21,34379°B 107,7318°Đ
27. Cồn Bằng 21°15′41″B 107°39′06″Đ / 21,26148°B 107,65176°Đ

## HuyệnĐầm Hà
1. Đảo Gội 21°17′02″B 107°31′06″Đ / 21,28396°B 107,51839°Đ
2. Đảo Sú Một 21°17′01″B 107°30′20″Đ / 21,28363°B 107,50543°Đ
3. Đảo Vạn Vược (Ba Núi) 21°14′44″B 107°36′59″Đ / 21,24565°B 107,61638°Đ
4. Hòn Chay 21°18′46″B 107°38′03″Đ / 21,31286°B 107,6341°Đ
5. Hòn Chu 21°18′08″B 107°37′19″Đ / 21,30235°B 107,62182°Đ
6. Hòn Đá Dựng 21°14′09″B 107°37′57″Đ / 21,23574°B 107,6324°Đ
7. Hòn Dứa Ngoài 21°16′53″B 107°37′00″Đ / 21,28128°B 107,61678°Đ
8. Hòn Dứa Trong 21°17′29″B 107°36′46″Đ / 21,29138°B 107,61265°Đ
9. Hòn Gà Dứa 21°14′06″B 107°35′56″Đ / 21,23493°B 107,59893°Đ
10. Hòn Gắn Dài 21°15′45″B 107°34′14″Đ / 21,26238°B 107,57054°Đ
11. Hòn Mài 21°17′25″B 107°37′30″Đ / 21,29023°B 107,62495°Đ
12. Hòn Mùi 21°18′06″B 107°38′58″Đ / 21,30157°B 107,64933°Đ
13. Hòn Tán 21°16′11″B 107°31′56″Đ / 21,26966°B 107,53211°Đ
14. Hòn Thạch 21°14′16″B 107°35′23″Đ / 21,23766°B 107,58963°Đ
15. Hòn Thịt Thừa 21°15′22″B 107°32′19″Đ / 21,256°B 107,53861°Đ
16. Hòn Thoi Dây 21°13′39″B 107°35′28″Đ / 21,22752°B 107,59115°Đ
17. Hòn Vẹm (Vẹn) 21°13′44″B 107°36′59″Đ / 21,2288°B 107,61637°Đ
18. Cồn Hà 21°17′28″B 107°37′50″Đ / 21,29115°B 107,6305°Đ

## HuyệnVân Đồn
1. Đảo Ba Mùn (Cao Lô) 21°04′05″B 107°35′56″Đ / 21,06813°B 107,59895°Đ
2. Đảo Cái Bầu 21°09′53″B 107°29′35″Đ / 21,16485°B 107,49319°Đ
3. Đảo Cái Lim 21°05′58″B 107°33′14″Đ / 21,09945°B 107,55378°Đ
4. Đảo Cảnh Cước 20°54′10″B 107°31′05″Đ / 20,90284°B 107,518°Đ
5. Đảo Cặp Tiên 21°03′34″B 107°33′12″Đ / 21,05933°B 107,5534°Đ
6. Đảo Cặp Tiên Ngoài 21°02′11″B 107°22′21″Đ / 21,0364°B 107,37252°Đ
7. Đảo Cặp Tiên Trong 21°02′46″B 107°22′29″Đ / 21,04621°B 107,3748°Đ
8. Đảo Chàng Ngọ 21°07′42″B 107°33′55″Đ / 21,12825°B 107,56535°Đ
9. Đảo Cống Đông 20°53′59″B 107°18′48″Đ / 20,89969°B 107,31341°Đ
10. Đảo Cống Nứa 20°57′34″B 107°28′08″Đ / 20,95936°B 107,46876°Đ
11. Đảo Cống Tây 20°53′30″B 107°18′20″Đ / 20,89165°B 107,30564°Đ
12. Đảo Đá Trắng 21°05′32″B 107°27′32″Đ / 21,09214°B 107,45896°Đ
13. Đảo Đầu Nam 21°01′00″B 107°28′10″Đ / 21,01673°B 107,4694°Đ
14. Đảo Đống Chén 20°56′23″B 107°25′35″Đ / 20,93963°B 107,42639°Đ
15. Đảo Đông Ma 21°08′54″B 107°34′59″Đ / 21,14828°B 107,58295°Đ
16. Đảo Giàn Mướp 20°50′15″B 107°21′32″Đ / 20,83755°B 107,35894°Đ
17. Đảo Hạ Mai 20°43′32″B 107°27′34″Đ / 20,72564°B 107,45952°Đ
18. Đảo Lão Vọng 21°03′16″B 107°31′07″Đ / 21,0544°B 107,51861°Đ
19. Đảo Lồ Con 20°53′34″B 107°20′43″Đ / 20,89287°B 107,34536°Đ
20. Đảo Mang 20°54′07″B 107°30′00″Đ / 20,90189°B 107,50003°Đ
21. Đảo Muy Tin 21°12′10″B 107°25′33″Đ / 21,20279°B 107,42592°Đ
22. Đảo Nam Hải 21°00′23″B 107°26′07″Đ / 21,00627°B 107,4353°Đ
23. Đảo Nất Đất 20°45′08″B 107°23′33″Đ / 20,75213°B 107,39259°Đ
24. Đảo Ngọc Vừng 20°49′07″B 107°22′02″Đ / 20,81867°B 107,36716°Đ
25. Đảo Phượng Hoàng 20°47′35″B 107°24′40″Đ / 20,79302°B 107,41108°Đ
26. Đảo Sậu Nam 21°10′42″B 107°39′54″Đ / 21,17822°B 107,66491°Đ
27. Đảo Tàn Hoi 21°01′13″B 107°26′35″Đ / 21,02018°B 107,44319°Đ
28. Đảo Thẻ Vàng 20°56′12″B 107°21′21″Đ / 20,93673°B 107,35583°Đ
29. Đảo Thượng Mai 20°45′50″B 107°28′54″Đ / 20,76388°B 107,4816°Đ
30. Đảo Trà Bản 20°57′43″B 107°30′20″Đ / 20,962°B 107,50549°Đ
31. Đảo Vạn Cảnh 20°52′36″B 107°21′32″Đ / 20,87667°B 107,35902°Đ
32. Đảo Vân Đồn 20°51′04″B 107°24′48″Đ / 20,85115°B 107,41344°Đ
33. Đảo Vạn Đuối 20°55′14″B 107°19′49″Đ / 20,92064°B 107,33021°Đ
34. Hòn Am Em 21°01′40″B 107°28′18″Đ / 21,02782°B 107,47177°Đ
35. Hòn Bà Cô Dông 21°05′22″B 107°31′37″Đ / 21,08931°B 107,5269°Đ
36. Hòn Ba Đốc 21°01′23″B 107°27′03″Đ / 21,02302°B 107,45088°Đ
37. Hòn Ba Sao Bắc 20°52′20″B 107°27′43″Đ / 20,87224°B 107,46181°Đ
38. Hòn Bá Vụng 21°02′15″B 107°28′48″Đ / 21,03748°B 107,47988°Đ
39. Hòn Ba Vụng Đước 20°58′22″B 107°25′58″Đ / 20,97287°B 107,43278°Đ
40. Hòn Bàn Chân 21°01′45″B 107°29′29″Đ / 21,0292°B 107,49151°Đ
41. Hòn Bàn Mai 20°59′31″B 107°22′37″Đ / 20,99184°B 107,3769°Đ
42. Hòn Bằng Đầu 20°50′38″B 107°18′35″Đ / 20,84377°B 107,30966°Đ
43. Hòn Bánh Sữa 20°55′36″B 107°23′48″Đ / 20,92676°B 107,39669°Đ
44. Hòn Béo 20°56′20″B 107°23′33″Đ / 20,93877°B 107,39263°Đ
45. Hòn Béo Cò 21°02′57″B 107°26′24″Đ / 21,04905°B 107,44012°Đ
46. Hòn Béo Đá 21°02′49″B 107°26′11″Đ / 21,04695°B 107,43642°Đ
47. Hòn Béo Soi Nhụ 21°03′52″B 107°29′27″Đ / 21,06448°B 107,49081°Đ
48. Hòn Béo Tùng Muội 21°04′41″B 107°29′56″Đ / 21,07803°B 107,49888°Đ
49. Hòn Bò Lội 20°52′29″B 107°23′42″Đ / 20,87482°B 107,39502°Đ
50. Hòn Bồ Rọ Đông 20°54′59″B 107°18′32″Đ / 20,91648°B 107,30887°Đ
51. Hòn Bồ Rọ Giữa 20°54′42″B 107°17′58″Đ / 20,91156°B 107,29953°Đ
52. Hòn Bồ Rọ Tây Dưới 20°54′44″B 107°17′50″Đ / 20,91224°B 107,29717°Đ
53. Hòn Bồ Rọ Tây Trên 20°54′50″B 107°17′50″Đ / 20,91388°B 107,29735°Đ
54. Hòn Bối Tóc 21°03′34″B 107°27′55″Đ / 21,05946°B 107,46535°Đ
55. Hòn Bối Tóc Con 21°03′13″B 107°27′35″Đ / 21,05371°B 107,45968°Đ
56. Hòn Bùa Thuốc 20°56′35″B 107°23′07″Đ / 20,94307°B 107,3854°Đ
57. Hòn Cái Búa 20°58′55″B 107°26′17″Đ / 20,98202°B 107,43797°Đ
58. Hòn Cái Cưa 20°58′30″B 107°25′26″Đ / 20,97494°B 107,42395°Đ
59. Hòn Cái Đe 20°58′43″B 107°26′25″Đ / 20,97855°B 107,4402°Đ
60. Hòn Cái Đé 21°04′46″B 107°34′31″Đ / 21,07944°B 107,5753°Đ
61. Hòn Cái Rồng 21°03′34″B 107°25′34″Đ / 21,05933°B 107,42598°Đ
62. Hòn Caí Suối 21°02′20″B 107°32′38″Đ / 21,039°B 107,54385°Đ
63. Hòn Cẩm Thạch 21°12′57″B 107°39′59″Đ / 21,21583°B 107,66647°Đ
64. Hòn Cân Giữa 21°05′36″B 107°29′30″Đ / 21,09329°B 107,49179°Đ
65. Hòn Canh Luồng 20°56′01″B 107°23′40″Đ / 20,93354°B 107,39457°Đ
66. Hòn Cao 20°58′22″B 107°25′23″Đ / 20,9727°B 107,42302°Đ
67. Hòn Cao Lô Con 21°06′44″B 107°36′53″Đ / 21,11236°B 107,61464°Đ
68. Hòn Cao Tơ 20°50′05″B 107°19′43″Đ / 20,83464°B 107,32858°Đ
69. Hòn Cặp 20°58′46″B 107°28′57″Đ / 20,97948°B 107,48242°Đ
70. Hòn Cặp Cạn 20°56′23″B 107°23′52″Đ / 20,93981°B 107,39779°Đ
71. Hòn Cặp Chi 20°58′21″B 107°28′56″Đ / 20,9726°B 107,48224°Đ
72. Hòn Cặp Cống 21°16′26″B 107°27′23″Đ / 21,27381°B 107,45646°Đ
73. Hòn Cạp Long 21°03′49″B 107°26′53″Đ / 21,06349°B 107,44815°Đ
74. Hòn Cạp Xe 21°04′21″B 107°26′17″Đ / 21,07263°B 107,43816°Đ
75. Hòn Cật Chương 21°01′13″B 107°24′46″Đ / 21,0202°B 107,41286°Đ
76. Hòn Cật Chương Bé 21°00′51″B 107°24′26″Đ / 21,01405°B 107,40718°Đ
77. Hòn Cật Chương To 21°00′37″B 107°24′21″Đ / 21,01019°B 107,40592°Đ
78. Hòn Cát Gạch 21°01′46″B 107°27′20″Đ / 21,02946°B 107,45557°Đ
79. Hòn Cát Gia 20°58′33″B 107°25′05″Đ / 20,97586°B 107,418°Đ
80. Hòn Cát Giã 20°58′48″B 107°24′27″Đ / 20,97993°B 107,40745°Đ
81. Hòn Cát Gù 21°01′25″B 107°24′56″Đ / 21,02354°B 107,41555°Đ
82. Hòn Cát Guôn 20°58′37″B 107°24′12″Đ / 20,97699°B 107,40335°Đ
83. Hòn Cát Oăm 20°53′12″B 107°23′52″Đ / 20,88654°B 107,39768°Đ
84. Hòn Cát To 21°00′42″B 107°25′22″Đ / 21,01167°B 107,42284°Đ
85. Hòn Cây Da 20°58′48″B 107°28′20″Đ / 20,98005°B 107,4722°Đ
86. Hòn Cây Đước Đông 20°56′57″B 107°23′36″Đ / 20,94916°B 107,39331°Đ
87. Hòn Cây Đước Đống Chén 20°58′13″B 107°26′46″Đ / 20,97041°B 107,44617°Đ
88. Hòn Cây Đước Tây 20°57′13″B 107°23′19″Đ / 20,95371°B 107,38861°Đ
89. Hòn Cây Khế Đông 21°00′16″B 107°22′58″Đ / 21,00433°B 107,38266°Đ
90. Hòn Cây Mây 20°59′49″B 107°24′33″Đ / 20,99705°B 107,40917°Đ
91. Hòn Cây Sỉnh Đông 20°51′55″B 107°19′13″Đ / 20,86538°B 107,32028°Đ
92. Hòn Cây Vông 21°00′28″B 107°27′00″Đ / 21,00771°B 107,44987°Đ
93. Hòn Cây Xuôi 20°59′17″B 107°24′55″Đ / 20,9881°B 107,41527°Đ
94. Hòn Chả Lạo 20°57′05″B 107°20′31″Đ / 20,9514°B 107,34198°Đ
95. Hòn Chắn Ngang 21°01′36″B 107°28′38″Đ / 21,02676°B 107,47709°Đ
96. Hòn Chéo Con 20°59′50″B 107°27′16″Đ / 20,99719°B 107,45446°Đ
97. Hòn Chéo Qua 21°03′21″B 107°32′21″Đ / 21,05596°B 107,53905°Đ
98. Hòn Chéo To 20°59′36″B 107°27′48″Đ / 20,99339°B 107,46342°Đ
99. Hòn Chim Giữa 20°58′12″B 107°21′34″Đ / 20,97009°B 107,3595°Đ
100. Hòn Chín 21°11′06″B 107°37′23″Đ / 21,18509°B 107,62305°Đ
101. Hòn Chín Bé 21°10′47″B 107°37′26″Đ / 21,17959°B 107,62397°Đ
102. Hòn Chó Đá 20°49′43″B 107°19′57″Đ / 20,82863°B 107,33241°Đ
103. Hòn Chóp Nón 20°48′53″B 107°19′57″Đ / 20,8148°B 107,33238°Đ
104. Hòn Chú 20°57′25″B 107°21′37″Đ / 20,95708°B 107,36039°Đ
105. Hòn Chùa Đá 20°59′21″B 107°28′39″Đ / 20,98907°B 107,47754°Đ
106. Hòn Chuông 21°01′21″B 107°29′08″Đ / 21,02257°B 107,48552°Đ
107. Hòn Chương 21°03′34″B 107°30′14″Đ / 21,05931°B 107,50395°Đ
108. Hòn Chương Con Tây 21°00′19″B 107°24′27″Đ / 21,00525°B 107,40749°Đ
109. Hòn Chương Hoi 21°00′45″B 107°26′42″Đ / 21,01255°B 107,44513°Đ
110. Hòn Chuột Lớn 21°00′46″B 107°33′33″Đ / 21,01288°B 107,55913°Đ
111. Hòn Cỏ 21°03′23″B 107°25′45″Đ / 21,05628°B 107,42921°Đ
112. Hòn Cổ Cháng 21°01′47″B 107°28′28″Đ / 21,02968°B 107,47444°Đ
113. Hòn Co Cốc 21°01′30″B 107°24′18″Đ / 21,02493°B 107,4051°Đ
114. Hòn Cò Hoi 21°01′46″B 107°26′50″Đ / 21,02936°B 107,44736°Đ
115. Hòn Cỏ Ngoài 21°04′03″B 107°32′55″Đ / 21,06751°B 107,54871°Đ
116. Hòn Cổ Trong 20°57′21″B 107°20′00″Đ / 20,95586°B 107,33336°Đ
117. Hòn Cò Trong To 21°03′12″B 107°26′42″Đ / 21,0533°B 107,445°Đ
118. Hòn Con 20°57′15″B 107°23′57″Đ / 20,95418°B 107,39926°Đ
119. Hòn Con Chó 21°03′35″B 107°28′14″Đ / 21,05959°B 107,47062°Đ
120. Hòn Con Khổ 21°04′51″B 107°31′34″Đ / 21,08079°B 107,52605°Đ
121. Hòn Con Ong 20°57′56″B 107°20′55″Đ / 20,96558°B 107,34848°Đ
122. Hòn Con Trên 21°04′37″B 107°29′07″Đ / 21,07689°B 107,48529°Đ
123. Hòn Cống Thâu Ngoài 21°02′12″B 107°33′29″Đ / 21,03671°B 107,55799°Đ
124. Hòn Cống Thẻ 21°01′01″B 107°28′45″Đ / 21,01703°B 107,47921°Đ
125. Hòn Cống Yên 20°51′02″B 107°20′42″Đ / 20,85067°B 107,34497°Đ
126. Hòn Củ Cái 20°59′34″B 107°24′10″Đ / 20,99291°B 107,40269°Đ
127. Hòn Cửa Thung 21°02′30″B 107°30′40″Đ / 21,04176°B 107,51109°Đ
128. Hòn Cuốn Buồm 21°04′07″B 107°28′45″Đ / 21,06854°B 107,47916°Đ
129. Hòn Cuốn Buồm Nam 21°04′03″B 107°27′48″Đ / 21,06744°B 107,46328°Đ
130. Hòn Cuốn Buồm To 21°04′02″B 107°28′36″Đ / 21,06732°B 107,47653°Đ
131. Hòn Đá Ẩy 21°07′25″B 107°36′32″Đ / 21,1237°B 107,60884°Đ
132. Hòn Đá Cặp Hẹp 20°53′46″B 107°20′11″Đ / 20,89602°B 107,33625°Đ
133. Hòn Đá Đen 21°03′08″B 107°28′14″Đ / 21,05212°B 107,47047°Đ
134. Hòn Đá Rong Bé 21°00′52″B 107°33′03″Đ / 21,01438°B 107,55094°Đ
135. Hòn Đá Rong To 21°00′38″B 107°33′05″Đ / 21,01063°B 107,55128°Đ
136. Hòn Đá Tròn 21°06′40″B 107°35′56″Đ / 21,11104°B 107,59899°Đ
137. Hòn Đá Vạn Bóng 20°59′02″B 107°32′59″Đ / 20,9838°B 107,54979°Đ
138. Hòn Đá Voi 21°06′22″B 107°23′30″Đ / 21,10602°B 107,39178°Đ
139. Hòn Dăn 21°06′55″B 107°32′57″Đ / 21,11532°B 107,54907°Đ
140. Hòn Đầu Cao 20°46′48″B 107°29′22″Đ / 20,78008°B 107,48953°Đ
141. Hòn Đầu Đinh 21°05′04″B 107°28′00″Đ / 21,08455°B 107,46675°Đ
142. Hòn Đầu Giường Giếng 20°52′45″B 107°17′36″Đ / 20,87928°B 107,29341°Đ
143. Hòn Đầu Kháu 20°57′46″B 107°25′52″Đ / 20,96288°B 107,43116°Đ
144. Hòn Đen Đông 21°01′59″B 107°25′29″Đ / 21,03297°B 107,42466°Đ
145. Hòn Đen Tây 21°01′48″B 107°25′05″Đ / 21,03007°B 107,41815°Đ
146. Hòn Di 21°03′35″B 107°34′51″Đ / 21,05974°B 107,58075°Đ
147. Hòn Di To 21°03′57″B 107°34′21″Đ / 21,06573°B 107,57262°Đ
148. Hòn Diều Đá Ngoài 21°04′22″B 107°27′09″Đ / 21,07291°B 107,45248°Đ
149. Hòn Đít Vịt 20°51′16″B 107°18′43″Đ / 20,8545°B 107,31201°Đ
150. Hòn Đoạn 21°12′41″B 107°34′41″Đ / 21,21145°B 107,57799°Đ
151. Hòn Dơi Đá 20°54′12″B 107°20′30″Đ / 20,90346°B 107,34161°Đ
152. Hòn Đôi Đầu Giường 20°52′31″B 107°17′22″Đ / 20,87539°B 107,28936°Đ
153. Hòn Đòn Cân 21°05′42″B 107°29′02″Đ / 21,09488°B 107,48383°Đ
154. Hòn Đòn Cân Đông 21°05′47″B 107°29′58″Đ / 21,09633°B 107,49939°Đ
155. Hòn Đồng 21°02′36″B 107°25′14″Đ / 21,04345°B 107,42043°Đ
156. Hòn Đồng Bìa 21°03′58″B 107°26′38″Đ / 21,06622°B 107,44394°Đ
157. Hòn Đồng Bìa Con 21°03′41″B 107°27′07″Đ / 21,06147°B 107,45204°Đ
158. Hòn Đống Chén Con 20°56′54″B 107°24′53″Đ / 20,94833°B 107,41481°Đ
159. Hòn Đồng Nền 20°57′45″B 107°22′02″Đ / 20,96248°B 107,36716°Đ
160. Hòn Đông Nền Đất 20°58′02″B 107°22′15″Đ / 20,96731°B 107,37084°Đ
161. Hòn Đông Ngoài 21°03′12″B 107°25′22″Đ / 21,05326°B 107,42275°Đ
162. Hòn Động Ngoài 21°02′49″B 107°25′09″Đ / 21,04686°B 107,41921°Đ
163. Hòn Đống Tráng 20°50′31″B 107°18′10″Đ / 20,84202°B 107,30281°Đ
164. Hòn Đống Tráng Giữa 20°50′07″B 107°18′39″Đ / 20,83541°B 107,3107°Đ
165. Hòn Đống Tráng Ngoài 20°49′53″B 107°18′40″Đ / 20,83138°B 107,31104°Đ
166. Hòn Đống Tráng Vụng 20°50′15″B 107°18′25″Đ / 20,83746°B 107,30695°Đ
167. Hòn Đông Trong 21°03′35″B 107°26′01″Đ / 21,05973°B 107,43348°Đ
168. Hòn Dợt Dợt 21°01′15″B 107°29′37″Đ / 21,02091°B 107,49365°Đ
169. Hòn Dù 21°02′20″B 107°33′52″Đ / 21,03892°B 107,56444°Đ
170. Hòn Đũa Ngoài 21°06′16″B 107°32′22″Đ / 21,10456°B 107,53949°Đ
171. Hòn Dứa Trong 21°01′09″B 107°27′34″Đ / 21,01915°B 107,45948°Đ
172. Hòn Dương Đá 21°04′56″B 107°30′34″Đ / 21,08211°B 107,50936°Đ
173. Hòn Én Dưới 21°06′40″B 107°31′12″Đ / 21,11106°B 107,52°Đ
174. Hòn Én Trên 21°06′57″B 107°31′33″Đ / 21,1157°B 107,52582°Đ
175. Hòn Gà Mái 21°01′25″B 107°28′18″Đ / 21,02363°B 107,4716°Đ
176. Hòn Gác Đá 20°48′05″B 107°28′54″Đ / 20,8013°B 107,48177°Đ
177. Hòn Gạc Lớn 21°07′06″B 107°23′25″Đ / 21,11825°B 107,39026°Đ
178. Hòn Ghềnh Cống Thần 21°02′42″B 107°33′35″Đ / 21,04487°B 107,55975°Đ
179. Hòn Giai 20°53′39″B 107°28′04″Đ / 20,8941°B 107,46784°Đ
180. Hòn Giai Trụi 20°53′59″B 107°27′37″Đ / 20,8996°B 107,46017°Đ
181. Hòn Giếng Bối Tóc 21°03′04″B 107°27′48″Đ / 21,0512°B 107,46327°Đ
182. Hòn Giếng Nắp 20°57′08″B 107°23′37″Đ / 20,95209°B 107,39372°Đ
183. Hòn Giếng Ngọt 20°58′53″B 107°23′01″Đ / 20,98129°B 107,38367°Đ
184. Hòn Giộc Giữa 21°01′15″B 107°25′44″Đ / 21,02089°B 107,42877°Đ
185. Hòn Gỡ Nợ 20°58′54″B 107°24′55″Đ / 20,98169°B 107,41521°Đ
186. Hòn Gối 20°51′29″B 107°17′39″Đ / 20,85799°B 107,29415°Đ
187. Hòn Guốc 21°02′00″B 107°24′18″Đ / 21,03322°B 107,40506°Đ
188. Hòn Hai 21°01′28″B 107°31′07″Đ / 21,02442°B 107,51861°Đ
189. Hòn Hai Vâng 21°01′51″B 107°29′36″Đ / 21,03087°B 107,49324°Đ
190. Hòn Hang Bối Tóc 21°03′25″B 107°27′42″Đ / 21,05698°B 107,46177°Đ
191. Hòn Hang Hoi 21°00′17″B 107°26′50″Đ / 21,0047°B 107,44719°Đ
192. Hòn Hang Người 21°02′49″B 107°25′24″Đ / 21,04693°B 107,42328°Đ
193. Hòn Hang Sam 21°02′26″B 107°24′38″Đ / 21,04051°B 107,41042°Đ
194. Hòn Hang Sâu 21°04′19″B 107°34′19″Đ / 21,07181°B 107,57184°Đ
195. Hòn Hang Sung Con 20°50′51″B 107°17′52″Đ / 20,84761°B 107,29767°Đ
196. Hòn Hang Te 20°58′42″B 107°28′02″Đ / 20,97837°B 107,4671°Đ
197. Hòn Hang Tối 20°48′37″B 107°20′02″Đ / 20,8102°B 107,33397°Đ
198. Hòn Khỉ Nhảy 20°53′52″B 107°21′30″Đ / 20,89771°B 107,3582°Đ
199. Hòn Khúc Gỗ 20°56′05″B 107°23′08″Đ / 20,93464°B 107,38542°Đ
200. Hòn Kiểu Hội 20°57′10″B 107°19′50″Đ / 20,95267°B 107,33053°Đ
201. Hòn Kỳ Lân 20°58′21″B 107°23′51″Đ / 20,97243°B 107,39738°Đ
202. Hòn Lái Lui 21°01′43″B 107°24′35″Đ / 21,02855°B 107,4096°Đ
203. Hòn Lở Bé 20°59′38″B 107°23′37″Đ / 20,99402°B 107,39352°Đ
204. Hòn Lọ Mực 20°50′52″B 107°18′22″Đ / 20,84784°B 107,30613°Đ
205. Hòn Lở To 20°59′54″B 107°23′34″Đ / 20,99829°B 107,39277°Đ
206. Hòn Lò Vôi 20°54′36″B 107°18′18″Đ / 20,90998°B 107,30493°Đ
207. Hòn Lôi 21°02′33″B 107°33′47″Đ / 21,04239°B 107,56312°Đ
208. Hòn Mang Đen 21°06′08″B 107°30′13″Đ / 21,10217°B 107,50359°Đ
209. Hòn Máng Hà Bắc 21°05′53″B 107°35′08″Đ / 21,09792°B 107,58558°Đ
210. Hòn Máng Hà Nam 21°05′16″B 107°34′59″Đ / 21,08788°B 107,58295°Đ
211. Hòn Mang Khơi 21°07′51″B 107°35′24″Đ / 21,13096°B 107,59006°Đ
212. Hòn Mang Lộng 21°07′25″B 107°34′55″Đ / 21,12371°B 107,5819°Đ
213. Hòn Mắt 20°48′54″B 107°19′50″Đ / 20,81504°B 107,33064°Đ
214. Hòn Mắt Mện 20°51′48″B 107°18′01″Đ / 20,86335°B 107,30021°Đ
215. Hòn Mắt Mện Dài 20°52′18″B 107°18′02″Đ / 20,87154°B 107,30047°Đ
216. Hòn Miếu 21°03′54″B 107°30′53″Đ / 21,06512°B 107,51461°Đ
217. Hòn Mỏ Đá 20°54′16″B 107°17′22″Đ / 20,90439°B 107,28931°Đ
218. Hòn Mỏ Đá Con 20°54′19″B 107°17′06″Đ / 20,90539°B 107,28508°Đ
219. Hòn Mỏ Trai 20°54′19″B 107°19′23″Đ / 20,90529°B 107,32297°Đ
220. Hòn Môi 20°59′45″B 107°22′50″Đ / 20,99597°B 107,38063°Đ
221. Hòn Mu Mực 20°52′31″B 107°17′49″Đ / 20,87538°B 107,29683°Đ
222. Hòn Na 20°47′16″B 107°23′07″Đ / 20,78789°B 107,38516°Đ
223. Hòn Nam Cụt 21°00′53″B 107°28′38″Đ / 21,01483°B 107,4773°Đ
224. Hòn Năm Đầu Đông 20°47′39″B 107°20′17″Đ / 20,79403°B 107,33807°Đ
225. Hòn Năm Đầu Nam 20°47′17″B 107°20′15″Đ / 20,78818°B 107,33755°Đ
226. Hòn Nất Đá 20°45′00″B 107°22′37″Đ / 20,75007°B 107,37683°Đ
227. Hòn Ngàn Te 21°02′47″B 107°28′55″Đ / 21,04632°B 107,48195°Đ
228. Hòn Ngang 21°05′13″B 107°30′55″Đ / 21,08695°B 107,51523°Đ
229. Hòn Nghiên 21°05′03″B 107°31′08″Đ / 21,08421°B 107,5188°Đ
230. Hòn Ngòi Châu Dưới 20°59′59″B 107°24′14″Đ / 20,99986°B 107,40384°Đ
231. Hòn Ngón Chân 21°04′17″B 107°27′26″Đ / 21,07146°B 107,45714°Đ
232. Hòn Nhiêu Tàn 20°59′39″B 107°25′29″Đ / 20,99406°B 107,42476°Đ
233. Hòn Nhưng 20°47′21″B 107°25′52″Đ / 20,78916°B 107,43108°Đ
234. Hòn Non Đèn 21°05′39″B 107°30′10″Đ / 21,09403°B 107,50266°Đ
235. Hòn Núi Cò 21°02′47″B 107°26′40″Đ / 21,0465°B 107,44454°Đ
236. Hòn Nựng Đá 21°01′15″B 107°32′19″Đ / 21,0209°B 107,53851°Đ
237. Hòn Ôm Dượng 21°04′40″B 107°30′59″Đ / 21,07768°B 107,51629°Đ
238. Hòn Ông Bụt 21°04′09″B 107°34′15″Đ / 21,06911°B 107,57092°Đ
239. Hòn Ống Khói 21°02′23″B 107°25′03″Đ / 21,03961°B 107,41749°Đ
240. Hòn Ông Sung 20°54′05″B 107°22′45″Đ / 20,90144°B 107,37913°Đ
241. Hòn Ót 21°02′53″B 107°25′01″Đ / 21,04816°B 107,41707°Đ
242. Hòn Phất Cờ 21°05′17″B 107°29′33″Đ / 21,08797°B 107,49253°Đ
243. Hòn Phất Cờ Bé 21°04′52″B 107°28′51″Đ / 21,08102°B 107,4807°Đ
244. Hòn Phất Cờ Nam 21°05′02″B 107°29′20″Đ / 21,08377°B 107,48884°Đ
245. Hòn Quai Ngọc 21°02′07″B 107°26′02″Đ / 21,03525°B 107,43391°Đ
246. Hòn Quay 21°05′39″B 107°23′15″Đ / 21,09425°B 107,38738°Đ
247. Hòn Quay Chèo 21°01′58″B 107°28′21″Đ / 21,03286°B 107,47243°Đ
248. Hòn Răng Dưới 21°06′29″B 107°32′18″Đ / 21,10801°B 107,53833°Đ
249. Hòn Răng Hoi 21°01′27″B 107°27′45″Đ / 21,02411°B 107,46261°Đ
250. Hòn Răng Trên 21°06′56″B 107°32′33″Đ / 21,11545°B 107,54256°Đ
251. Hòn Rau Sam 20°54′39″B 107°17′40″Đ / 20,91074°B 107,29442°Đ
252. Hòn Rồng Trên 21°03′44″B 107°25′49″Đ / 21,06214°B 107,4302°Đ
253. Hòn Sậu Đông 21°13′38″B 107°41′25″Đ / 21,22728°B 107,69033°Đ
254. Hòn Sẹo Trâu Con 21°03′22″B 107°29′41″Đ / 21,05622°B 107,49485°Đ
255. Hòn Soi 21°00′28″B 107°33′24″Đ / 21,0079°B 107,55662°Đ
256. Hòn Soi Chàm 20°55′39″B 107°25′59″Đ / 20,9274°B 107,43299°Đ
257. Hòn Soi Cọ Đá 21°03′00″B 107°33′49″Đ / 21,05011°B 107,56367°Đ
258. Hòn Soi Cọ Đất 21°02′58″B 107°33′13″Đ / 21,04932°B 107,55357°Đ
259. Hòn Soi Đán 21°00′45″B 107°27′30″Đ / 21,01258°B 107,45833°Đ
260. Hòn Soi Dâu 20°54′52″B 107°19′25″Đ / 20,91448°B 107,32354°Đ
261. Hòn Soi Đèn 20°49′36″B 107°17′43″Đ / 20,82657°B 107,29536°Đ
262. Hòn Soi Dứa 20°50′29″B 107°22′13″Đ / 20,84126°B 107,37018°Đ
263. Hòn Soi Gia 21°02′52″B 107°33′24″Đ / 21,04769°B 107,55673°Đ
264. Hòn Soi Giai 20°53′35″B 107°22′27″Đ / 20,8931°B 107,37425°Đ
265. Hòn Soi Lợn Đá 20°53′38″B 107°24′40″Đ / 20,89402°B 107,41108°Đ
266. Hòn Soi Lợn Đất 20°53′44″B 107°25′10″Đ / 20,89549°B 107,41931°Đ
267. Hòn Soi Mang Ngoài 20°49′54″B 107°22′14″Đ / 20,83154°B 107,37062°Đ
268. Hòn Soi Mang Trong 20°49′38″B 107°22′10″Đ / 20,82721°B 107,36954°Đ
269. Hòn Soi Mao 21°03′54″B 107°34′06″Đ / 21,06506°B 107,56828°Đ
270. Hòn Soi Mui 20°54′51″B 107°22′00″Đ / 20,9143°B 107,36655°Đ
271. Hòn Soi Nâu 21°04′22″B 107°30′30″Đ / 21,07289°B 107,50833°Đ
272. Hòn Soi Phụng 20°53′58″B 107°22′19″Đ / 20,89944°B 107,37206°Đ
273. Hòn Soi Rừng 21°02′50″B 107°32′19″Đ / 21,04732°B 107,53851°Đ
274. Hòn Soi Sặt 20°55′21″B 107°31′38″Đ / 20,92253°B 107,52732°Đ
275. Hòn Sồng 20°50′44″B 107°23′17″Đ / 20,84542°B 107,38811°Đ
276. Hòn Tài 21°16′08″B 107°27′23″Đ / 21,26899°B 107,45633°Đ
277. Hòn Tái Xo 20°59′36″B 107°26′52″Đ / 20,99328°B 107,44779°Đ
278. Hòn Tam Béo 20°50′41″B 107°19′25″Đ / 20,8446°B 107,32362°Đ
279. Hòn Thằng Người 21°02′59″B 107°25′37″Đ / 21,04975°B 107,42698°Đ
280. Hòn Thiện Môn 21°07′58″B 107°36′59″Đ / 21,13272°B 107,61631°Đ
281. Hòn Thỏ Rừng 21°01′30″B 107°29′29″Đ / 21,02487°B 107,49128°Đ
282. Hòn Thoi 21°08′47″B 107°32′57″Đ / 21,14631°B 107,54906°Đ
283. Hòn Thoi Bé 21°06′48″B 107°23′27″Đ / 21,11336°B 107,39075°Đ
284. Hòn Thùm 20°58′08″B 107°24′24″Đ / 20,96883°B 107,40671°Đ
285. Hòn Thùm Thùm 20°57′54″B 107°24′23″Đ / 20,965°B 107,4065°Đ
286. Hòn Thung Soi Nhụ 21°04′15″B 107°29′01″Đ / 21,07078°B 107,48354°Đ
287. Hòn Tơi 20°54′26″B 107°28′36″Đ / 20,90734°B 107,47655°Đ
288. Hòn Tống Mầm 21°04′16″B 107°26′23″Đ / 21,07106°B 107,43983°Đ
289. Hòn Trà Lao 20°56′53″B 107°19′51″Đ / 20,94806°B 107,33074°Đ
290. Hòn Trái Thông 21°01′01″B 107°25′00″Đ / 21,0169°B 107,41659°Đ
291. Hòn Tròn 20°57′22″B 107°24′07″Đ / 20,95619°B 107,40185°Đ
292. Hòn Trống 21°07′09″B 107°32′41″Đ / 21,11904°B 107,54483°Đ
293. Hòn Tỳ Nam 21°03′16″B 107°26′08″Đ / 21,05458°B 107,43558°Đ
294. Hòn Vạ Bầu Con 21°03′31″B 107°33′39″Đ / 21,05863°B 107,56074°Đ
295. Hòn Vạ Ráy Con 20°58′27″B 107°22′21″Đ / 20,97412°B 107,37259°Đ
296. Hòn Vạ Ráy Giữa 20°59′12″B 107°23′20″Đ / 20,98669°B 107,38897°Đ
297. Hòn Vạ Ráy Ngoài 20°58′35″B 107°22′36″Đ / 20,97636°B 107,37654°Đ
298. Hòn Vạ Ráy Trong 20°59′13″B 107°22′31″Đ / 20,98708°B 107,37538°Đ
299. Hòn Văn Châu 21°02′00″B 107°28′57″Đ / 21,0334°B 107,48257°Đ
300. Hòn Vạn Hộ 20°54′52″B 107°18′12″Đ / 20,91432°B 107,30341°Đ
301. Hòn Vạn Lao 21°05′33″B 107°35′51″Đ / 21,09247°B 107,59763°Đ
302. Hòn Vạn Tài 20°53′34″B 107°23′29″Đ / 20,89264°B 107,39149°Đ
303. Hòn Vang Dưới 21°01′52″B 107°30′49″Đ / 21,03108°B 107,51353°Đ
304. Hòn Vang Trên 21°02′13″B 107°31′05″Đ / 21,03689°B 107,51801°Đ
305. Hòn Vành 21°08′16″B 107°38′46″Đ / 21,13782°B 107,64612°Đ
306. Hòn Ve 20°58′17″B 107°22′08″Đ / 20,97135°B 107,36898°Đ
307. Hòn Vích 20°57′16″B 107°21′05″Đ / 20,9545°B 107,35144°Đ
308. Hòn Vịt Mòng 21°02′57″B 107°31′33″Đ / 21,04906°B 107,5257°Đ
309. Hòn Vụng 20°50′30″B 107°19′51″Đ / 20,84161°B 107,33077°Đ
310. Hòn Vụng Chùa 20°52′10″B 107°18′17″Đ / 20,86931°B 107,30478°Đ
311. Hòn Vụng Chùa Đá 20°52′25″B 107°18′16″Đ / 20,87356°B 107,30445°Đ
312. Hòn Xám 20°48′49″B 107°20′17″Đ / 20,81372°B 107,338°Đ
313. Hòn Xương Rồng 20°52′22″B 107°18′40″Đ / 20,87279°B 107,31102°Đ
314. Cồn Cái Đe 20°52′18″B 107°23′44″Đ / 20,87161°B 107,3955°Đ
315. Cồn Cây Nam 21°16′19″B 107°27′06″Đ / 21,27192°B 107,45176°Đ
316. Cồn Dầm 20°55′37″B 107°31′20″Đ / 20,92695°B 107,5221°Đ
317. Cồn Đen (Vân Đồn) 21°16′46″B 107°27′53″Đ / 21,27957°B 107,46482°Đ
318. Cồn Sàng 20°55′30″B 107°31′22″Đ / 20,9249°B 107,52289°Đ
319. Cồn Vĩ Lái 20°51′33″B 107°20′01″Đ / 20,85917°B 107,33362°Đ

## HuyệnTiên Yên
1. Đảo Cái Mắt 21°16′22″B 107°26′03″Đ / 21,27271°B 107,43426°Đ
2. Đảo Đồng Rui 21°13′35″B 107°23′49″Đ / 21,22634°B 107,3969°Đ
3. Hòn Bé Ngoài 21°13′43″B 107°26′14″Đ / 21,22858°B 107,43727°Đ
4. Cồn Bánh Lái 21°16′42″B 107°26′56″Đ / 21,2782°B 107,44875°Đ
5. Cồn Cây Bắc 21°16′39″B 107°27′01″Đ / 21,27744°B 107,45034°Đ
6. Cồn Sú 21°17′03″B 107°27′33″Đ / 21,28413°B 107,45915°Đ

## Thành phốCẩm Phả
1. Đảo Hà Loan 21°09′12″B 107°23′56″Đ / 21,1532°B 107,39886°Đ
2. Hòn Am (h. Ấm) 20°57′26″B 107°13′57″Đ / 20,95712°B 107,23262°Đ
3. Hòn Ao 20°59′20″B 107°14′23″Đ / 20,98898°B 107,23978°Đ
4. Hòn Ba Chạc 20°56′32″B 107°16′21″Đ / 20,9423°B 107,2725°Đ
5. Hòn Ba Cửa 20°59′14″B 107°13′43″Đ / 20,98736°B 107,22854°Đ
6. Hòn Ba Đinh 20°59′16″B 107°15′12″Đ / 20,98771°B 107,25333°Đ
7. Hòn Ba Đinh Con 20°59′12″B 107°15′25″Đ / 20,98662°B 107,25702°Đ
8. Hòn Ba Hang 20°59′51″B 107°21′46″Đ / 20,99752°B 107,36285°Đ
9. Hòn Ba Hòn 20°57′06″B 107°13′26″Đ / 20,95179°B 107,22402°Đ
10. Hòn Bầu Dục 20°57′53″B 107°13′32″Đ / 20,96472°B 107,22551°Đ
11. Hòn Bé 20°58′38″B 107°14′19″Đ / 20,97718°B 107,23858°Đ
12. Hòn Bọ Cắn 20°56′32″B 107°17′34″Đ / 20,9421°B 107,29265°Đ
13. Hòn Bọ Cắn Ngoài 20°56′13″B 107°17′18″Đ / 20,93702°B 107,28823°Đ
14. Hòn Buộm 20°58′44″B 107°17′34″Đ / 20,97894°B 107,29291°Đ
15. Hòn Buộm Con 20°58′54″B 107°17′59″Đ / 20,98162°B 107,29986°Đ
16. Hòn Cái Cửa 20°57′20″B 107°13′52″Đ / 20,95561°B 107,2311°Đ
17. Hòn Cặp Vọ 20°58′47″B 107°16′03″Đ / 20,97977°B 107,26763°Đ
18. Hòn Cặp Vọ Con 20°58′33″B 107°15′41″Đ / 20,97595°B 107,26141°Đ
19. Hòn Cát 20°58′51″B 107°14′10″Đ / 20,9807°B 107,23616°Đ
20. Hòn Cát Nhọn 20°58′57″B 107°14′40″Đ / 20,98248°B 107,24456°Đ
21. Hòn Cây Câu (h.Người Đứng) 20°57′05″B 107°12′53″Đ / 20,95142°B 107,21459°Đ
22. Hòn Cây Chay 20°58′01″B 107°14′04″Đ / 20,96704°B 107,23436°Đ
23. Hòn Cây Giang 20°57′06″B 107°11′47″Đ / 20,95156°B 107,19631°Đ
24. Hòn Cây Khế 20°57′24″B 107°13′05″Đ / 20,95657°B 107,21811°Đ
25. Hòn Cây Nứa 20°57′29″B 107°12′30″Đ / 20,95794°B 107,20824°Đ
26. Hòn Chết Chèo 20°59′13″B 107°20′47″Đ / 20,98697°B 107,34634°Đ
27. Hòn Chó 20°57′18″B 107°14′35″Đ / 20,95488°B 107,24306°Đ
28. Hòn Chó (B) 20°59′28″B 107°15′21″Đ / 20,99102°B 107,25589°Đ
29. Hòn Cỏ Dưới 20°56′52″B 107°16′24″Đ / 20,94778°B 107,27339°Đ
30. Hòn Cỏ To 20°56′58″B 107°16′08″Đ / 20,94937°B 107,26897°Đ
31. Hòn Cổ Trời 20°58′37″B 107°16′24″Đ / 20,97681°B 107,27345°Đ
32. Hòn Cơi Ngựa 20°58′22″B 107°13′44″Đ / 20,97271°B 107,22884°Đ
33. Hòn Con Mèo 20°57′11″B 107°13′11″Đ / 20,95296°B 107,21965°Đ
34. Hòn Cửa Vọng 20°59′01″B 107°15′03″Đ / 20,98368°B 107,25081°Đ
35. Hòn Đá Ba 20°59′23″B 107°20′29″Đ / 20,98977°B 107,34139°Đ
36. Hòn Đá Ba ? 20°59′56″B 107°22′03″Đ / 20,99876°B 107,36763°Đ
37. Hòn Đá Bàn 20°59′06″B 107°21′01″Đ / 20,9851°B 107,35031°Đ
38. Hòn Đá Đỏ 20°59′23″B 107°20′46″Đ / 20,9896°B 107,34603°Đ
39. Hòn Đá Trong 20°58′20″B 107°19′26″Đ / 20,97217°B 107,32375°Đ
40. Hòn Dậu Dưa 20°57′26″B 107°17′36″Đ / 20,9571°B 107,29342°Đ
41. Hòn Dọc Mòi 20°59′09″B 107°16′34″Đ / 20,98586°B 107,27613°Đ
42. Hòn Độc Xám 20°59′06″B 107°17′27″Đ / 20,98508°B 107,29089°Đ
43. Hòn Dương 20°58′23″B 107°16′06″Đ / 20,97302°B 107,26824°Đ
44. Hòn Gà Chọi 20°56′49″B 107°15′51″Đ / 20,94682°B 107,26416°Đ
45. Hòn Gà Trống 20°57′58″B 107°13′54″Đ / 20,96619°B 107,23179°Đ
46. Hòn Giếng Xam 20°59′25″B 107°17′36″Đ / 20,99033°B 107,29343°Đ
47. Hòn Hà Lăn 20°57′07″B 107°18′18″Đ / 20,95181°B 107,305°Đ
48. Hòn Hà Lăn Con 20°56′53″B 107°18′23″Đ / 20,94801°B 107,30625°Đ
49. Hòn Hang 20°59′22″B 107°21′39″Đ / 20,98951°B 107,36084°Đ
50. Hòn Hươu Cao Cổ 20°58′02″B 107°13′16″Đ / 20,96709°B 107,22124°Đ
51. Hòn Lạc 20°58′39″B 107°16′45″Đ / 20,97756°B 107,27914°Đ
52. Hòn Long Cong 20°58′12″B 107°14′27″Đ / 20,97008°B 107,24095°Đ
53. Hòn Lướt (h.Núi Lướt) 20°59′34″B 107°21′06″Đ / 20,99289°B 107,35174°Đ
54. Hòn Mái Nhà 20°57′03″B 107°14′47″Đ / 20,95094°B 107,24645°Đ
55. Hòn Mái Nhà B 20°58′58″B 107°16′44″Đ / 20,98287°B 107,27884°Đ
56. Hòn Mũi Đuối 20°56′17″B 107°16′31″Đ / 20,93805°B 107,27529°Đ
57. Hòn Nét Con 20°55′40″B 107°16′58″Đ / 20,92771°B 107,28274°Đ
58. Hòn Nét Giữa 20°54′37″B 107°15′43″Đ / 20,91031°B 107,26184°Đ
59. Hòn Nhạn Bé 20°57′55″B 107°14′30″Đ / 20,9653°B 107,2416°Đ
60. Hòn Nhạn To 20°57′39″B 107°14′16″Đ / 20,96097°B 107,2378°Đ
61. Hòn Nón Giữa 20°58′26″B 107°14′22″Đ / 20,974°B 107,23931°Đ
62. Hòn Nón Ngoài 20°58′21″B 107°14′28″Đ / 20,97262°B 107,24102°Đ
63. Hòn Nón Trong 20°58′33″B 107°14′03″Đ / 20,97575°B 107,23428°Đ
64. Hòn Ông Cụ 20°57′59″B 107°18′20″Đ / 20,96651°B 107,30555°Đ
65. Hòn Ông Cụ Bắc 20°58′25″B 107°18′36″Đ / 20,97349°B 107,31008°Đ
66. Hòn Ông Cụ Con 20°57′11″B 107°18′35″Đ / 20,95313°B 107,30968°Đ
67. Hòn Ót 20°58′38″B 107°17′03″Đ / 20,97714°B 107,28423°Đ
68. Hòn Ót Con 20°58′22″B 107°17′08″Đ / 20,97284°B 107,28568°Đ
69. Hòn Phổng 20°57′08″B 107°15′51″Đ / 20,95224°B 107,2642°Đ
70. Hòn Quạ 20°59′01″B 107°20′38″Đ / 20,98355°B 107,34383°Đ
71. Hòn Quạ Con 20°58′58″B 107°20′48″Đ / 20,98267°B 107,34677°Đ
72. Hòn Quận 20°58′50″B 107°16′26″Đ / 20,98057°B 107,274°Đ
73. Hòn Rều 20°59′06″B 107°18′41″Đ / 20,98504°B 107,31148°Đ
74. Hòn Rều Con 20°58′56″B 107°18′34″Đ / 20,98211°B 107,30935°Đ
75. Hòn Rều Đất 20°58′52″B 107°19′13″Đ / 20,98116°B 107,32018°Đ
76. Hòn Riềng 20°59′05″B 107°14′06″Đ / 20,98463°B 107,2351°Đ
77. Hòn Rùa 20°59′37″B 107°18′03″Đ / 20,99355°B 107,30097°Đ
78. Hòn Sáu 20°57′03″B 107°13′06″Đ / 20,9508°B 107,21841°Đ
79. Hòn Sở 20°59′24″B 107°13′22″Đ / 20,98991°B 107,22291°Đ
80. Hòn Than 20°57′19″B 107°17′56″Đ / 20,95541°B 107,29881°Đ
81. Hòn Than Con 20°57′33″B 107°18′06″Đ / 20,95912°B 107,30163°Đ
82. Hòn Thêm 20°58′32″B 107°16′13″Đ / 20,97564°B 107,27023°Đ
83. Hòn Tổng Mười 20°57′14″B 107°14′56″Đ / 20,95387°B 107,24891°Đ
84. Hòn Trâu 20°57′08″B 107°14′03″Đ / 20,95227°B 107,23403°Đ
85. Hòn Trục 20°58′03″B 107°13′32″Đ / 20,96742°B 107,22568°Đ
86. Hòn Vạn Buồng 20°57′01″B 107°15′38″Đ / 20,95022°B 107,26058°Đ
87. Hòn Vọng 20°59′34″B 107°17′38″Đ / 20,99267°B 107,29396°Đ
88. Hòn Vọng Mép 20°57′22″B 107°17′16″Đ / 20,95598°B 107,28791°Đ
89. Hòn Vụng Giếng 20°59′27″B 107°18′32″Đ / 20,99091°B 107,30897°Đ
90. Hòn Xe Chỉ 20°57′18″B 107°14′12″Đ / 20,95509°B 107,23655°Đ

## Thành phốHạ Long
1. Đảo Đầu Bê 20°45′12″B 107°08′10″Đ / 20,75339°B 107,13611°Đ
2. Đảo Đầu Gỗ 20°54′23″B 107°01′13″Đ / 20,90645°B 107,02034°Đ
3. Đảo Bồ Hòn 20°50′23″B 107°06′02″Đ / 20,83971°B 107,10056°Đ
4. Đảo Cống Đỏ 20°52′37″B 107°11′56″Đ / 20,87706°B 107,19883°Đ
5. Đảo Hang Trai 20°47′14″B 107°07′22″Đ / 20,7873°B 107,12273°Đ
6. Đảo Lõm Bò 20°50′05″B 107°04′46″Đ / 20,83476°B 107,07944°Đ
7. Đảo Tùng Lâm 20°52′23″B 107°00′36″Đ / 20,87315°B 107,01007°Đ
8. Đảo Tuần Châu 20°55′45″B 106°59′21″Đ / 20,9291°B 106,98915°Đ
9. Đảo Vạn Giò 20°50′25″B 107°16′44″Đ / 20,84035°B 107,27901°Đ
10. Đảo Xa Tô 20°58′07″B 107°04′19″Đ / 20,96867°B 107,07191°Đ
11. Hòn Ếch 20°52′43″B 107°14′30″Đ / 20,87873°B 107,24153°Đ
12. Hòn Ông Lệnh 20°49′48″B 107°11′06″Đ / 20,83007°B 107,185°Đ
13. Hòn Ông Lệnh Con 20°49′57″B 107°10′57″Đ / 20,83247°B 107,18247°Đ
14. Hòn Ông Mó 20°53′32″B 107°09′35″Đ / 20,89217°B 107,15966°Đ
15. Hòn Ông Phật 20°45′24″B 107°09′30″Đ / 20,75676°B 107,15822°Đ
16. Hòn Ông Tơ 20°49′43″B 107°06′48″Đ / 20,82865°B 107,11327°Đ
17. Hòn Đá Đồ 20°49′57″B 107°12′25″Đ / 20,83256°B 107,20693°Đ
18. Hòn Đá Lẻ 20°44′09″B 107°09′03″Đ / 20,73582°B 107,15072°Đ
19. Hòn Đá Lẻ Giữa 20°44′20″B 107°09′13″Đ / 20,73882°B 107,15374°Đ
20. Hòn Đá Mài 20°53′13″B 107°12′03″Đ / 20,88684°B 107,20097°Đ
21. Hòn Đá Vụn 20°44′34″B 107°11′31″Đ / 20,74277°B 107,19202°Đ
22. Hòn Đông Cuộng 20°49′23″B 107°15′22″Đ / 20,82304°B 107,25601°Đ
23. Hòn Đông Kênh 20°46′05″B 107°08′38″Đ / 20,76797°B 107,14393°Đ
24. Hòn Đông Kênh Trong 20°46′16″B 107°08′40″Đ / 20,77113°B 107,14453°Đ
25. Hòn Đơ Lang 20°53′33″B 106°57′27″Đ / 20,89259°B 106,95743°Đ
26. Hòn Đại Thành 20°51′15″B 107°03′04″Đ / 20,85419°B 107,05119°Đ
27. Hòn Đại Thành Đông 20°51′16″B 107°03′22″Đ / 20,85434°B 107,0561°Đ
28. Hòn Đại Thành Bắc 20°51′03″B 107°03′43″Đ / 20,85083°B 107,06207°Đ
29. Hòn Đại Thành Nam 20°50′56″B 107°03′47″Đ / 20,84882°B 107,06318°Đ
30. Hòn Đỏ Lòng Bắc 20°50′18″B 107°15′21″Đ / 20,8384°B 107,25576°Đ
31. Hòn Đọc 20°55′14″B 107°09′57″Đ / 20,92066°B 107,16572°Đ
32. Hòn Đồng Bìa 20°55′22″B 107°10′54″Đ / 20,92276°B 107,18179°Đ
33. Hòn Đầu Đông Cuộng 20°49′00″B 107°15′29″Đ / 20,81657°B 107,25797°Đ
34. Hòn Đầu Bạc 20°54′04″B 107°09′34″Đ / 20,90116°B 107,15945°Đ
35. Hòn Đầu Dương 20°54′31″B 107°06′34″Đ / 20,90849°B 107,10936°Đ
36. Hòn Đầu Giêng 20°54′29″B 107°07′06″Đ / 20,908°B 107,11843°Đ
37. Hòn Đầu Giếng Cụt 20°52′37″B 107°16′51″Đ / 20,87681°B 107,28091°Đ
38. Hòn Đầu Lợn 20°49′29″B 107°10′52″Đ / 20,82474°B 107,18123°Đ
39. Hòn Đầu Mối 20°55′29″B 107°09′12″Đ / 20,92463°B 107,1532°Đ
40. Hòn Đầu Tây 20°53′18″B 107°06′08″Đ / 20,88828°B 107,10229°Đ
41. Hòn Đầu Trâu 20°50′54″B 107°07′23″Đ / 20,8484°B 107,12308°Đ
42. Hòn Độc 20°58′46″B 107°04′11″Đ / 20,97932°B 107,06968°Đ
43. Hòn Đội Nón 20°54′55″B 107°06′21″Đ / 20,91527°B 107,10591°Đ
44. Hòn Đen 20°51′47″B 107°09′24″Đ / 20,86292°B 107,1568°Đ
45. Hòn Đen Trong 20°55′19″B 107°06′44″Đ / 20,92205°B 107,11235°Đ
46. Hòn Đeo Còm 20°48′33″B 107°16′07″Đ / 20,8091°B 107,26864°Đ
47. Hòn Đeo Dưới 20°48′17″B 107°16′06″Đ / 20,80485°B 107,26835°Đ
48. Hòn Đèn 20°54′07″B 107°08′23″Đ / 20,90185°B 107,13962°Đ
49. Hòn Đinh Gắm 20°46′26″B 107°08′26″Đ / 20,77388°B 107,14062°Đ
50. Hòn Đo 20°56′08″B 107°05′07″Đ / 20,9355°B 107,08516°Đ
51. Hòn Đế Bụt 20°53′13″B 106°57′56″Đ / 20,88682°B 106,9655°Đ
52. Hòn Đo Nước 20°45′55″B 107°07′57″Đ / 20,76538°B 107,1325°Đ
53. Hòn Đũa 20°55′40″B 107°12′07″Đ / 20,92775°B 107,20202°Đ
54. Hòn Đũa 20°47′45″B 107°06′51″Đ / 20,79572°B 107,11425°Đ
55. Hòn Đũa Cánh Khiên 20°49′08″B 107°13′49″Đ / 20,81894°B 107,23016°Đ
56. Hòn A 20°52′48″B 107°10′01″Đ / 20,8801°B 107,16707°Đ
57. Hòn Ác 20°51′58″B 107°02′56″Đ / 20,86621°B 107,04881°Đ
58. Hòn Ang 20°50′53″B 107°09′57″Đ / 20,84817°B 107,16579°Đ
59. Hòn Bái Đông 20°46′25″B 107°11′03″Đ / 20,77361°B 107,18413°Đ
60. Hòn Bái Bé 20°46′28″B 107°10′24″Đ / 20,77444°B 107,17339°Đ
61. Hòn Bái Giữa 20°46′44″B 107°10′35″Đ / 20,7788°B 107,17628°Đ
62. Hòn Bái Hú 20°46′40″B 107°10′14″Đ / 20,77767°B 107,17043°Đ
63. Hòn Bánh Chưng 20°51′00″B 107°03′03″Đ / 20,85002°B 107,05092°Đ
64. Hòn Bằng 20°56′37″B 107°06′11″Đ / 20,94366°B 107,1031°Đ
65. Hòn Bìa Đông 20°55′33″B 107°11′18″Đ / 20,92589°B 107,18828°Đ
66. Hòn Bình Thiếc 20°48′56″B 107°13′16″Đ / 20,8155°B 107,22109°Đ
67. Hòn Bà Cô Tây 20°52′59″B 107°12′36″Đ / 20,88301°B 107,20988°Đ
68. Hòn Bà Hai 20°54′56″B 107°07′05″Đ / 20,9155°B 107,11801°Đ
69. Hòn Bà Lại 20°52′08″B 107°07′23″Đ / 20,86884°B 107,12302°Đ
70. Hòn Bài 20°44′15″B 107°10′44″Đ / 20,73748°B 107,17895°Đ
71. Hòn Bài Thơ 20°56′10″B 107°06′44″Đ / 20,93604°B 107,11214°Đ
72. Hòn Bảy Giếng 20°51′52″B 107°08′12″Đ / 20,86457°B 107,1367°Đ
73. Hòn Bãi 20°44′50″B 107°11′35″Đ / 20,74723°B 107,19312°Đ
74. Hòn Bồ Câu 20°51′42″B 107°07′50″Đ / 20,86163°B 107,13065°Đ
75. Hòn Bồ Câu Con 20°51′33″B 107°07′42″Đ / 20,85926°B 107,12832°Đ
76. Hòn Ba Cầu 20°45′42″B 107°11′31″Đ / 20,76177°B 107,19205°Đ
77. Hòn Bê Cụt Đầu 20°44′30″B 107°09′29″Đ / 20,74171°B 107,15812°Đ
78. Hòn Bê Hẹn Đông 20°52′14″B 107°01′55″Đ / 20,87062°B 107,03191°Đ
79. Hòn Ba Hòn 20°49′26″B 107°07′35″Đ / 20,82391°B 107,12631°Đ
80. Hòn Bọ Hung 20°50′50″B 107°10′38″Đ / 20,84714°B 107,17716°Đ
81. Hòn Bồ Muối 20°51′09″B 107°16′04″Đ / 20,85251°B 107,26764°Đ
82. Hòn Ba Nén Cặp 20°52′28″B 107°15′03″Đ / 20,87454°B 107,25095°Đ
83. Hòn Ba Nén Cụt 20°52′58″B 107°15′01″Đ / 20,88265°B 107,25023°Đ
84. Hòn Ba Nén Vụng 20°52′41″B 107°14′50″Đ / 20,87815°B 107,24719°Đ
85. Hòn Ba Răng 20°49′13″B 107°11′52″Đ / 20,82018°B 107,19782°Đ
86. Hòn Bồng 20°51′56″B 107°01′39″Đ / 20,86555°B 107,02757°Đ
87. Hòn Bồng A 20°50′54″B 107°03′20″Đ / 20,84836°B 107,05562°Đ
88. Hòn Bóng Con 20°52′12″B 107°01′00″Đ / 20,8701°B 107,01671°Đ
89. Hòn Bè Vó Con 20°54′48″B 107°08′52″Đ / 20,91346°B 107,14785°Đ
90. Hòn Bè Vỡ 20°54′36″B 107°09′06″Đ / 20,91007°B 107,15173°Đ
91. Hòn Bùi Xám 20°50′09″B 107°07′14″Đ / 20,83593°B 107,12048°Đ
92. Hòn Bề Hẹn Dài 20°52′26″B 107°02′01″Đ / 20,87399°B 107,03351°Đ
93. Hòn Bom Mê 20°52′28″B 106°59′29″Đ / 20,87443°B 106,99141°Đ
94. Hòn Bụt 20°51′35″B 107°15′45″Đ / 20,85972°B 107,26258°Đ
95. Hòn Bụt Mọc 20°53′38″B 107°09′02″Đ / 20,89393°B 107,15046°Đ
96. Hòn Bu Vẽ 20°48′35″B 107°10′02″Đ / 20,80963°B 107,16723°Đ
97. Hòn Cái Bè 20°53′11″B 106°57′24″Đ / 20,88631°B 106,95667°Đ
98. Hòn Cái Nồng 20°45′44″B 107°11′20″Đ / 20,76225°B 107,18886°Đ
99. Hòn Cái Tai 20°48′39″B 107°07′17″Đ / 20,81072°B 107,12125°Đ
100. Hòn Cái Tráp 20°56′22″B 107°11′56″Đ / 20,93956°B 107,19877°Đ
101. Hòn Cánh Khiên 20°49′16″B 107°13′59″Đ / 20,82124°B 107,23319°Đ
102. Hòn Cát Dế 20°52′57″B 106°58′20″Đ / 20,8824°B 106,97213°Đ
103. Hòn Cát Dế Con 20°52′47″B 106°58′28″Đ / 20,87962°B 106,9744°Đ
104. Hòn Cát Lán 20°51′35″B 107°05′07″Đ / 20,85959°B 107,08538°Đ
105. Hòn Cát Oăm 20°49′56″B 107°15′36″Đ / 20,83215°B 107,25999°Đ
106. Hòn Cát Oăm Con 20°49′57″B 107°15′22″Đ / 20,83246°B 107,25608°Đ
107. Hòn Cát Trong 20°54′04″B 107°10′25″Đ / 20,90102°B 107,1737°Đ
108. Hòn Cây Táo Con 20°53′09″B 107°09′50″Đ / 20,88579°B 107,16393°Đ
109. Hòn Cây Chanh 20°52′43″B 107°10′29″Đ / 20,87866°B 107,17476°Đ
110. Hòn Cây Si 20°52′59″B 107°15′07″Đ / 20,88305°B 107,25201°Đ
111. Hòn Cây Si Dưới 20°53′31″B 107°11′32″Đ / 20,89208°B 107,19231°Đ
112. Hòn Cây Sinh Tây 20°51′29″B 107°08′57″Đ / 20,85816°B 107,14915°Đ
113. Hòn Cây Táo 20°52′49″B 107°00′47″Đ / 20,88028°B 107,01309°Đ
114. Hòn Cỏ 20°56′05″B 107°11′04″Đ / 20,93472°B 107,18432°Đ
115. Hòn Cỏ 20°52′56″B 107°10′10″Đ / 20,88215°B 107,16955°Đ
116. Hòn Cỏ Ngoài 20°54′57″B 107°10′32″Đ / 20,91578°B 107,17558°Đ
117. Hòn Cóc Đông 20°53′48″B 107°06′40″Đ / 20,89658°B 107,11113°Đ
118. Hòn Cóc Đối 20°53′18″B 106°57′04″Đ / 20,88832°B 106,95113°Đ
119. Hòn Cóc 20°53′34″B 107°06′28″Đ / 20,89271°B 107,10777°Đ
120. Hòn Cóc Bắc 20°53′47″B 107°06′21″Đ / 20,89638°B 107,10572°Đ
121. Hòn Cóc Bé 20°53′32″B 106°56′57″Đ / 20,89218°B 106,94912°Đ
122. Hòn Cọc Chèo 20°46′45″B 107°07′54″Đ / 20,77905°B 107,13165°Đ
123. Hòn Cổ Ngựa 20°51′09″B 107°07′02″Đ / 20,85245°B 107,1172°Đ
124. Hòn Cặp Bè 20°56′55″B 107°05′41″Đ / 20,94858°B 107,09461°Đ
125. Hòn Cặp Dê 20°50′48″B 107°09′32″Đ / 20,84676°B 107,15875°Đ
126. Hòn Cặp Dê Con 20°52′44″B 107°07′57″Đ / 20,87893°B 107,13241°Đ
127. Hòn Cặp Dế 20°52′42″B 107°07′07″Đ / 20,87838°B 107,1185°Đ
128. Hòn Cặp Hẹp 20°52′42″B 106°57′55″Đ / 20,87829°B 106,96535°Đ
129. Hòn Cặp Lơ 20°52′06″B 107°13′41″Đ / 20,86822°B 107,22808°Đ
130. Hòn Cặp La 20°52′34″B 107°13′02″Đ / 20,87617°B 107,21716°Đ
131. Hòn Cặp Lở 20°52′02″B 107°14′27″Đ / 20,86715°B 107,2407°Đ
132. Hòn Cặp Lờm 20°52′28″B 107°08′19″Đ / 20,87443°B 107,13873°Đ
133. Hòn Cặp Liền 20°56′10″B 107°11′48″Đ / 20,93605°B 107,19679°Đ
134. Hòn Cặp Ngàn 20°53′49″B 107°01′06″Đ / 20,89691°B 107,01824°Đ
135. Hòn Cặp Rẽ 20°52′30″B 107°07′59″Đ / 20,87492°B 107,13293°Đ
136. Hòn Cặp Thành Lãnh 20°55′59″B 107°12′11″Đ / 20,93318°B 107,20294°Đ
137. Hòn Cam 20°56′41″B 107°05′56″Đ / 20,94465°B 107,09893°Đ
138. Hòn Cam 20°56′29″B 107°01′31″Đ / 20,94126°B 107,0254°Đ
139. Hòn Cồn Đèn 20°51′41″B 107°13′53″Đ / 20,86127°B 107,23136°Đ
140. Hòn Cồn Nhà 20°48′45″B 107°07′47″Đ / 20,81251°B 107,12971°Đ
141. Hòn Cót 20°49′52″B 107°17′19″Đ / 20,83123°B 107,28855°Đ
142. Hòn Cầm 20°50′16″B 107°03′51″Đ / 20,83775°B 107,06423°Đ
143. Hòn Cầu Ngừ 20°53′01″B 107°10′30″Đ / 20,88366°B 107,17489°Đ
144. Hòn Cộc 20°48′50″B 107°14′28″Đ / 20,81397°B 107,24122°Đ
145. Hòn Cội 20°54′17″B 106°58′20″Đ / 20,90469°B 106,97216°Đ
146. Hòn Cống Đông 20°51′41″B 107°16′14″Đ / 20,86151°B 107,27044°Đ
147. Hòn Cống Đầm 20°50′53″B 107°16′25″Đ / 20,84811°B 107,27362°Đ
148. Hòn Cống Chéo Bắc 20°52′19″B 107°15′38″Đ / 20,87202°B 107,26053°Đ
149. Hòn Cống Chéo Nam 20°51′56″B 107°15′30″Đ / 20,86564°B 107,25835°Đ
150. Hòn Cống Híp 20°45′55″B 107°09′00″Đ / 20,7652°B 107,15009°Đ
151. Hòn Cống Lá 20°45′17″B 107°08′48″Đ / 20,75485°B 107,14667°Đ
152. Hòn Cống Lá Đông 20°45′13″B 107°09′12″Đ / 20,75364°B 107,15326°Đ
153. Hòn Cống Lá Con 20°45′36″B 107°09′15″Đ / 20,76004°B 107,15413°Đ
154. Hòn Cống Ngang 20°52′41″B 107°10′15″Đ / 20,87793°B 107,1708°Đ
155. Hòn Cống Ngang Con 20°52′42″B 107°10′06″Đ / 20,87842°B 107,16827°Đ
156. Hòn Cật 20°50′41″B 107°09′11″Đ / 20,84484°B 107,15306°Đ
157. Hòn Cật Bà 20°45′37″B 107°07′29″Đ / 20,76022°B 107,1247°Đ
158. Hòn Cột Cây Chanh 20°52′22″B 107°10′53″Đ / 20,87271°B 107,18152°Đ
159. Hòn Chân Voi 20°53′26″B 107°00′31″Đ / 20,8905°B 107,00871°Đ
160. Hòn Chầu Chiên Con 20°54′15″B 107°06′21″Đ / 20,90411°B 107,10579°Đ
161. Hòn Chống Cằm 20°55′04″B 107°05′45″Đ / 20,91765°B 107,09597°Đ
162. Hòn Chim Câu 20°49′07″B 107°13′12″Đ / 20,81849°B 107,21992°Đ
163. Hòn Củ Đen 20°54′55″B 107°07′46″Đ / 20,91524°B 107,1294°Đ
164. Hòn Củ Dài 20°54′37″B 107°07′40″Đ / 20,91024°B 107,12781°Đ
165. Hòn Củ Lổ 20°54′35″B 107°08′10″Đ / 20,9098°B 107,13604°Đ
166. Hòn Cửa Tùng Ngón 20°44′53″B 107°08′44″Đ / 20,7481°B 107,14552°Đ
167. Hòn Cửa Bé 20°55′54″B 107°09′02″Đ / 20,9317°B 107,15045°Đ
168. Hòn Cửa Kênh 20°46′14″B 107°07′34″Đ / 20,77058°B 107,1262°Đ
169. Hòn Cứa Lạch 20°51′50″B 107°13′38″Đ / 20,86379°B 107,22723°Đ
170. Hòn Cửa Lạch Con 20°51′33″B 107°13′32″Đ / 20,85927°B 107,22556°Đ
171. Hòn Cửa Lớn 20°56′05″B 107°08′48″Đ / 20,93471°B 107,14656°Đ
172. Hòn Cửa Thung Con 20°52′16″B 107°13′18″Đ / 20,87118°B 107,2217°Đ
173. Hòn Cửa Tùng 20°48′00″B 107°08′02″Đ / 20,79991°B 107,13386°Đ
174. Hòn Con Cắt Bài 20°52′01″B 106°59′43″Đ / 20,86707°B 106,99523°Đ
175. Hòn Con Cóc Dưới 20°53′42″B 107°05′56″Đ / 20,89507°B 107,09877°Đ
176. Hòn Con Cóc Trên 20°54′00″B 107°05′59″Đ / 20,89993°B 107,09981°Đ
177. Hòn Con Cặp Dè 20°52′48″B 107°07′50″Đ / 20,88011°B 107,13053°Đ
178. Hòn Con Chó 20°55′42″B 107°06′25″Đ / 20,92843°B 107,10707°Đ
179. Hòn Con Chó Con 20°56′07″B 107°06′28″Đ / 20,93539°B 107,1077°Đ
180. Hòn Con Lờm Nứa 20°50′59″B 107°09′27″Đ / 20,84973°B 107,15737°Đ
181. Hòn Con Tùng 20°46′17″B 107°07′57″Đ / 20,77138°B 107,13252°Đ
182. Hòn Cụt 20°44′34″B 107°09′19″Đ / 20,74272°B 107,15527°Đ
183. Hòn Cuốn Phao 20°53′19″B 107°10′45″Đ / 20,88855°B 107,17906°Đ
184. Hòn Dải Hoa 20°52′02″B 107°14′43″Đ / 20,8673°B 107,24529°Đ
185. Hòn Dải Nhỏ 20°52′06″B 107°14′43″Đ / 20,86841°B 107,24527°Đ
186. Hòn Dê Chảy 20°54′04″B 107°09′55″Đ / 20,90099°B 107,16521°Đ
187. Hòn Dọc 20°53′59″B 107°07′20″Đ / 20,89972°B 107,12232°Đ
188. Hòn Dọc Cát Oăn 20°50′10″B 107°15′42″Đ / 20,83622°B 107,26178°Đ
189. Hòn Dọc Con 20°54′18″B 107°07′08″Đ / 20,90498°B 107,11875°Đ
190. Hòn Dỏi 20°54′54″B 107°06′36″Đ / 20,91493°B 107,1101°Đ
191. Hòn Dầm Bắc 20°52′11″B 107°03′51″Đ / 20,86973°B 107,06415°Đ
192. Hòn Dầm Củi 20°54′30″B 107°08′27″Đ / 20,90827°B 107,14096°Đ
193. Hòn Dầm Củi Con 20°54′48″B 107°08′23″Đ / 20,91339°B 107,13971°Đ
194. Hòn Dầm Con 20°51′33″B 107°03′57″Đ / 20,85911°B 107,06571°Đ
195. Hòn Dầm Lở 20°51′24″B 107°04′17″Đ / 20,8568°B 107,07143°Đ
196. Hòn Dầm Nam 20°51′57″B 107°04′20″Đ / 20,86578°B 107,07214°Đ
197. Hòn Dép 20°51′05″B 107°04′10″Đ / 20,85138°B 107,06942°Đ
198. Hòn Dom 20°53′26″B 107°07′03″Đ / 20,89044°B 107,11753°Đ
199. Hòn Dom Đông 20°53′35″B 107°07′58″Đ / 20,89304°B 107,13291°Đ
200. Hòn Dom Cặp 20°53′12″B 107°07′30″Đ / 20,88672°B 107,12504°Đ
201. Hòn Dom Dưới 20°53′25″B 107°07′18″Đ / 20,89032°B 107,12154°Đ
202. Hòn Dom Dưới 20°52′55″B 107°01′38″Đ / 20,88183°B 107,02732°Đ
203. Hòn Dom Giữa 20°53′06″B 107°01′24″Đ / 20,88488°B 107,02322°Đ
204. Hòn Dom Nam 20°53′25″B 107°07′46″Đ / 20,89014°B 107,1294°Đ
205. Hòn Dom Trên 20°53′41″B 107°07′50″Đ / 20,8948°B 107,13064°Đ
206. Hòn Gà Chọi 20°53′25″B 107°01′34″Đ / 20,89032°B 107,02624°Đ
207. Hòn Gạc 20°58′34″B 107°04′16″Đ / 20,97601°B 107,07102°Đ
208. Hòn Gồm Giữa 20°51′40″B 107°03′04″Đ / 20,86114°B 107,0511°Đ
209. Hòn Gầu Bắc 20°49′56″B 107°06′52″Đ / 20,83224°B 107,11432°Đ
210. Hòn Gối Nằm 20°52′59″B 107°14′03″Đ / 20,88296°B 107,23405°Đ
211. Hòn Gốm 20°52′28″B 107°03′37″Đ / 20,87458°B 107,06035°Đ
212. Hòn Ghế Đẩu 20°44′39″B 107°11′27″Đ / 20,74406°B 107,19083°Đ
213. Hòn Giáng Võng 20°46′54″B 107°06′59″Đ / 20,78168°B 107,11644°Đ
214. Hòn Giữa 20°56′51″B 107°05′48″Đ / 20,94737°B 107,0968°Đ
215. Hòn Giàn Mướp Con 20°52′13″B 107°13′54″Đ / 20,87025°B 107,23156°Đ
216. Hòn Giã Gạo 20°48′25″B 107°10′24″Đ / 20,80708°B 107,1733°Đ
217. Hòn Gianh 20°54′28″B 107°08′58″Đ / 20,90791°B 107,1494°Đ
218. Hòn Giếng Cối 20°56′30″B 107°05′07″Đ / 20,94157°B 107,0854°Đ
219. Hòn Giếng Tố 20°52′15″B 107°01′23″Đ / 20,87087°B 107,02301°Đ
220. Hòn Giếng Tiền 20°51′08″B 107°04′54″Đ / 20,85231°B 107,08171°Đ
221. Hòn Giếng Trong 20°51′46″B 107°09′07″Đ / 20,86281°B 107,15191°Đ
222. Hòn Gềnh Cá Dưới 20°52′31″B 107°14′03″Đ / 20,87533°B 107,23423°Đ
223. Hòn Gềnh Vẩm 20°46′28″B 107°08′11″Đ / 20,77436°B 107,13643°Đ
224. Hòn Hàm £Ch 20°48′47″B 107°16′05″Đ / 20,81317°B 107,26792°Đ
225. Hòn Hạt Đậu 20°49′33″B 107°06′57″Đ / 20,82576°B 107,11585°Đ
226. Hòn Hai 20°54′05″B 107°06′55″Đ / 20,90126°B 107,11537°Đ
227. Hòn Hai Bắc 20°55′27″B 107°05′34″Đ / 20,92424°B 107,09265°Đ
228. Hòn Hai Buồm 20°44′30″B 107°08′52″Đ / 20,74172°B 107,14777°Đ
229. Hòn Hai Nam 20°55′19″B 107°05′33″Đ / 20,92205°B 107,09251°Đ
230. Hòn Hang Đình 20°56′25″B 107°04′44″Đ / 20,9403°B 107,07898°Đ
231. Hòn Hang Cao 20°50′42″B 107°09′54″Đ / 20,84508°B 107,16497°Đ
232. Hòn Hang Chàm 20°51′12″B 107°06′07″Đ / 20,85334°B 107,1019°Đ
233. Hòn Hang Chầu Chiên 20°54′39″B 107°06′50″Đ / 20,91078°B 107,11386°Đ
234. Hòn Hang Chim Con 20°51′43″B 107°12′43″Đ / 20,86204°B 107,21201°Đ
235. Hòn Hang Dù 20°48′15″B 107°08′09″Đ / 20,80414°B 107,13571°Đ
236. Hòn Hang Dom 20°53′20″B 107°00′58″Đ / 20,88882°B 107,01607°Đ
237. Hòn Hang Giai 20°50′26″B 107°06′27″Đ / 20,84069°B 107,10742°Đ
238. Hòn Hang Ma 20°56′07″B 107°04′50″Đ / 20,93537°B 107,08064°Đ
239. Hòn Hang Móc 20°45′53″B 107°07′47″Đ / 20,76471°B 107,12975°Đ
240. Hòn Hang Rêu 20°48′52″B 107°06′57″Đ / 20,81448°B 107,11574°Đ
241. Hòn Hang Sò 20°54′23″B 107°00′42″Đ / 20,9064°B 107,01154°Đ
242. Hòn Hang Thầy 20°52′02″B 107°11′40″Đ / 20,86716°B 107,19447°Đ
243. Hòn Hang Thầy Con 20°51′53″B 107°11′54″Đ / 20,86469°B 107,1983°Đ
244. Hòn Hang Trống 20°51′55″B 107°14′53″Đ / 20,86537°B 107,24795°Đ
245. Hòn Hang Xịch 20°47′36″B 107°06′56″Đ / 20,7932°B 107,1156°Đ
246. Hòn Hủ 20°55′17″B 107°06′02″Đ / 20,92131°B 107,10062°Đ
247. Hòn Hủ Lạng 20°44′23″B 107°11′38″Đ / 20,73971°B 107,19377°Đ
248. Hòn Hủ Lạng Bắc 20°44′32″B 107°11′44″Đ / 20,74233°B 107,19559°Đ
249. Hòn Hủ Ngăn 20°46′33″B 107°11′44″Đ / 20,77586°B 107,19569°Đ
250. Hòn Hủ Ngăn Bé 20°46′43″B 107°11′57″Đ / 20,77864°B 107,1991°Đ
251. Hòn Hoa Mai 20°48′31″B 107°08′00″Đ / 20,8085°B 107,13325°Đ
252. Hòn Khơi 20°47′47″B 107°12′05″Đ / 20,79632°B 107,20145°Đ
253. Hòn Khế Nam 20°49′45″B 107°10′21″Đ / 20,82914°B 107,17241°Đ
254. Hòn Kỳ Đà 20°50′24″B 107°16′04″Đ / 20,84°B 107,26785°Đ
255. Hòn Lái Tàu 20°49′06″B 107°16′28″Đ / 20,81835°B 107,27434°Đ
256. Hòn Lô Cốt 20°53′45″B 107°07′43″Đ / 20,89587°B 107,12855°Đ
257. Hòn Lơm Ngản 20°51′50″B 107°14′01″Đ / 20,86396°B 107,23367°Đ
258. Hòn Lão Câu 20°54′03″B 106°58′06″Đ / 20,90072°B 106,96844°Đ
259. Hòn Lão Câu Con 20°53′52″B 106°57′59″Đ / 20,89775°B 106,96638°Đ
260. Hòn Lở 20°53′03″B 107°10′08″Đ / 20,88404°B 107,16883°Đ
261. Hòn Lược 20°51′54″B 107°09′54″Đ / 20,86513°B 107,16504°Đ
262. Hòn Lược Con 20°52′03″B 107°09′58″Đ / 20,86758°B 107,16617°Đ
263. Hòn Lợi Cửa Kênh 20°46′03″B 107°07′42″Đ / 20,76754°B 107,12831°Đ
264. Hòn Lưỡi Liềm 20°49′05″B 107°10′11″Đ / 20,81794°B 107,16973°Đ
265. Hòn Lỡm Ngao 20°51′58″B 107°02′00″Đ / 20,86624°B 107,03331°Đ
266. Hòn Loa 20°47′44″B 107°14′49″Đ / 20,79567°B 107,24697°Đ
267. Hòn Loa Kèn 20°48′12″B 107°14′20″Đ / 20,80336°B 107,23897°Đ
268. Hòn Long 20°46′54″B 107°08′16″Đ / 20,78155°B 107,13774°Đ
269. Hòn Lò Ngói Con 20°51′24″B 107°16′16″Đ / 20,85659°B 107,2712°Đ
270. Hòn Lò Ngói To 20°51′13″B 107°16′17″Đ / 20,8537°B 107,27149°Đ
271. Hòn Luồng Nứa 20°53′08″B 107°10′25″Đ / 20,88568°B 107,17348°Đ
272. Hòn Mây 20°52′28″B 107°06′44″Đ / 20,87447°B 107,11209°Đ
273. Hòn Mây Đen 20°52′18″B 107°07′04″Đ / 20,87158°B 107,11789°Đ
274. Hòn Mắt Quỉ Đông 20°49′31″B 107°06′23″Đ / 20,82526°B 107,10651°Đ
275. Hòn Mắt Quỉ Tây 20°49′34″B 107°06′08″Đ / 20,82622°B 107,10226°Đ
276. Hòn Mỏ Hài Bé 20°50′07″B 107°13′13″Đ / 20,83534°B 107,22035°Đ
277. Hòn Mỏ Hài Ngoài 20°49′17″B 107°13′27″Đ / 20,82133°B 107,22406°Đ
278. Hòn Mỏ Hài To 20°49′55″B 107°13′24″Đ / 20,83182°B 107,22347°Đ
279. Hòn Mang Đá 20°51′49″B 107°10′34″Đ / 20,86374°B 107,17604°Đ
280. Hòn Mang Đèn 20°53′16″B 107°08′14″Đ / 20,88769°B 107,13713°Đ
281. Hòn Mang 20°55′00″B 107°08′58″Đ / 20,91656°B 107,14948°Đ
282. Hòn Mang 20°55′43″B 107°07′04″Đ / 20,92872°B 107,11779°Đ
283. Hòn Mang Né 20°54′19″B 107°10′27″Đ / 20,90532°B 107,17417°Đ
284. Hòn Mang Trong 20°52′58″B 107°08′22″Đ / 20,88273°B 107,13952°Đ
285. Hòn Me Đương 20°44′45″B 107°07′38″Đ / 20,74587°B 107,12728°Đ
286. Hòn Mập 20°53′36″B 107°10′09″Đ / 20,89323°B 107,16919°Đ
287. Hòn Một 20°51′49″B 107°05′49″Đ / 20,86371°B 107,09708°Đ
288. Hòn Một Buồm 20°44′40″B 107°09′01″Đ / 20,74434°B 107,15034°Đ
289. Hòn Mi Mài 20°56′29″B 107°11′53″Đ / 20,94147°B 107,19796°Đ
290. Hòn Miều 20°49′13″B 107°08′09″Đ / 20,8204°B 107,13587°Đ
291. Hòn Mẹt 20°55′28″B 107°05′13″Đ / 20,92439°B 107,08681°Đ
292. Hòn Mũ 20°49′02″B 107°12′49″Đ / 20,8171°B 107,21373°Đ
293. Hòn Mo Mực 20°52′37″B 107°07′46″Đ / 20,87694°B 107,12947°Đ
294. Hòn Mũ Vua 20°44′23″B 107°09′02″Đ / 20,73975°B 107,15056°Đ
295. Hòn Múa Hoa 20°51′36″B 107°13′15″Đ / 20,85992°B 107,22096°Đ
296. Hòn Mụy Lòng 20°56′16″B 107°12′19″Đ / 20,93765°B 107,20521°Đ
297. Hòn Muôi 20°50′38″B 107°08′29″Đ / 20,8438°B 107,14141°Đ
298. Hòn Mực 20°49′33″B 107°11′31″Đ / 20,82597°B 107,19196°Đ
299. Hòn Mui Bề Hẹn 20°52′25″B 107°01′39″Đ / 20,87354°B 107,02738°Đ
300. Hòn Năm Hồng 20°53′28″B 107°10′32″Đ / 20,89118°B 107,17556°Đ
301. Hòn Nái Dương 20°53′59″B 107°06′12″Đ / 20,89975°B 107,10329°Đ
302. Hòn Nằm Ngang Cụt 20°51′33″B 107°15′08″Đ / 20,85918°B 107,25222°Đ
303. Hòn Nam Dang 20°52′32″B 107°13′31″Đ / 20,87563°B 107,22515°Đ
304. Hòn Nón 20°56′27″B 106°58′35″Đ / 20,94071°B 106,97632°Đ
305. Hòn Nón 20°54′48″B 107°06′11″Đ / 20,91331°B 107,10297°Đ
306. Hòn Nất 20°48′26″B 107°11′12″Đ / 20,80736°B 107,18677°Đ
307. Hòn Ngăn 20°55′14″B 107°06′36″Đ / 20,9206°B 107,10987°Đ
308. Hòn Ngăn Trong 20°55′29″B 107°06′23″Đ / 20,92471°B 107,10641°Đ
309. Hòn Ngô 20°49′40″B 107°10′57″Đ / 20,82781°B 107,18255°Đ
310. Hòn Ngàm 20°54′08″B 107°08′35″Đ / 20,9022°B 107,14307°Đ
311. Hòn Ngọc 20°48′38″B 107°07′01″Đ / 20,81056°B 107,11706°Đ
312. Hòn Ngặn 20°51′45″B 107°00′28″Đ / 20,86262°B 107,00773°Đ
313. Hòn Ngang Bé 20°51′53″B 107°02′11″Đ / 20,86482°B 107,03637°Đ
314. Hòn Ngang Ngoài 20°44′58″B 107°10′43″Đ / 20,74933°B 107,1786°Đ
315. Hòn Ngang To 20°53′47″B 107°07′26″Đ / 20,89648°B 107,12385°Đ
316. Hòn Ngang Trong 20°45′15″B 107°10′46″Đ / 20,75423°B 107,17937°Đ
317. Hòn Núi Độc 20°53′31″B 106°58′26″Đ / 20,89184°B 106,97385°Đ
318. Hòn Núi Lưới 20°53′54″B 107°00′48″Đ / 20,89833°B 107,0132°Đ
319. Hòn Núi Lướt 20°53′58″B 107°00′22″Đ / 20,89942°B 107,0061°Đ
320. Hòn Nến 20°46′47″B 107°07′01″Đ / 20,77983°B 107,11694°Đ
321. Hòn Oăn Bè 20°55′06″B 107°06′32″Đ / 20,91838°B 107,10893°Đ
322. Hòn Oằm Vụng 20°52′51″B 107°07′37″Đ / 20,88096°B 107,12684°Đ
323. Hòn Oản 20°53′15″B 107°10′02″Đ / 20,88752°B 107,16711°Đ
324. Hòn Pháo Con 20°49′55″B 107°08′31″Đ / 20,83194°B 107,1419°Đ
325. Hòn Pháo Ngoài 20°49′31″B 107°08′37″Đ / 20,82523°B 107,14358°Đ
326. Hòn Pháo Trong 20°49′49″B 107°08′19″Đ / 20,83032°B 107,13872°Đ
327. Hòn Phơi Lưới 20°48′54″B 107°10′38″Đ / 20,81509°B 107,17712°Đ
328. Hòn Phao 20°51′15″B 107°11′17″Đ / 20,85408°B 107,18817°Đ
329. Hòn Phờ Re 20°45′44″B 107°09′11″Đ / 20,76235°B 107,15317°Đ
330. Hòn Quéo 20°50′43″B 107°07′01″Đ / 20,84535°B 107,11689°Đ
331. Hòn Quéo Dưới 20°50′38″B 107°07′21″Đ / 20,84378°B 107,12261°Đ
332. Hòn Quéo Trên 20°50′49″B 107°06′55″Đ / 20,847°B 107,11518°Đ
333. Hòn Quyền Rồng 20°47′45″B 107°10′34″Đ / 20,79596°B 107,17606°Đ
334. Hòn Quyền Rồng Con 20°47′50″B 107°10′54″Đ / 20,7973°B 107,18178°Đ
335. Hòn Quýt Hôi Đông 20°52′05″B 107°16′53″Đ / 20,86805°B 107,28148°Đ
336. Hòn Quýt Hôi Bắc 20°52′20″B 107°16′36″Đ / 20,8721°B 107,27655°Đ
337. Hòn Quýt Hôi Nam 20°51′52″B 107°16′53″Đ / 20,86449°B 107,28128°Đ
338. Hòn Quýt Hôi Tây 20°52′02″B 107°16′39″Đ / 20,86717°B 107,27748°Đ
339. Hòn Răng 20°49′26″B 107°16′19″Đ / 20,82383°B 107,27201°Đ
340. Hòn Răng Đá Ngoài 20°48′51″B 107°12′04″Đ / 20,81412°B 107,20109°Đ
341. Hòn Răng Đá Trong 20°49′04″B 107°12′10″Đ / 20,81778°B 107,20277°Đ
342. Hòn Răng Nanh 20°44′11″B 107°09′22″Đ / 20,73646°B 107,15599°Đ
343. Hòn Rìu Xanh 20°49′40″B 107°16′54″Đ / 20,82766°B 107,28158°Đ
344. Hòn Râm Mát 20°56′32″B 107°05′46″Đ / 20,94225°B 107,09602°Đ
345. Hòn Rắn 20°52′56″B 107°12′19″Đ / 20,8822°B 107,20534°Đ
346. Hòn Ra Cát 20°49′19″B 107°10′43″Đ / 20,82205°B 107,17874°Đ
347. Hòn Rùa 20°56′37″B 107°05′34″Đ / 20,94367°B 107,09273°Đ
348. Hòn Rùa Bé 20°50′53″B 107°03′38″Đ / 20,84814°B 107,0606°Đ
349. Hòn Ruồi Xanh 20°49′59″B 107°14′46″Đ / 20,83306°B 107,2461°Đ
350. Hòn Sư Tư Cái 20°55′24″B 107°07′38″Đ / 20,9232°B 107,12735°Đ
351. Hòn Sông 20°52′32″B 106°58′26″Đ / 20,87544°B 106,97394°Đ
352. Hòn Sỏi Chạo 20°50′29″B 107°04′03″Đ / 20,84135°B 107,06741°Đ
353. Hòn Sói Rừng 20°54′11″B 107°09′03″Đ / 20,90301°B 107,15088°Đ
354. Hòn Sao Chổi 20°48′39″B 107°10′37″Đ / 20,81082°B 107,17698°Đ
355. Hòn Sim Đôi 20°50′50″B 107°04′42″Đ / 20,84727°B 107,07821°Đ
356. Hòn Soi Đông 20°50′18″B 107°04′05″Đ / 20,83847°B 107,06802°Đ
357. Hòn Soi Bé 20°58′21″B 107°04′19″Đ / 20,97253°B 107,07206°Đ
358. Hòn Soi Cỏ 20°49′09″B 107°05′44″Đ / 20,81918°B 107,09552°Đ
359. Hòn Soi Hạt 20°48′15″B 107°06′38″Đ / 20,80415°B 107,11044°Đ
360. Hòn Soi Nam 20°50′11″B 107°03′56″Đ / 20,83643°B 107,06556°Đ
361. Hòn Soi Rìu 20°48′55″B 107°11′11″Đ / 20,81532°B 107,18631°Đ
362. Hòn Soi Rễ 20°53′21″B 107°11′26″Đ / 20,88909°B 107,19052°Đ
363. Hòn Soi Sim 20°50′58″B 107°04′27″Đ / 20,84944°B 107,07414°Đ
364. Hòn Soi Tràng 20°52′22″B 107°09′28″Đ / 20,87285°B 107,15774°Đ
365. Hòn Soi Tràng Bé 20°52′09″B 107°09′20″Đ / 20,86905°B 107,15553°Đ
366. Hòn Soi Ván 20°50′17″B 107°12′34″Đ / 20,83815°B 107,20958°Đ
367. Hòn Sến 20°49′09″B 107°12′43″Đ / 20,81929°B 107,21181°Đ
368. Hòn Sến Bắc 20°49′30″B 107°12′47″Đ / 20,82491°B 107,21315°Đ
369. Hòn Sến Giữa 20°49′23″B 107°12′48″Đ / 20,82292°B 107,21345°Đ
370. Hòn Tám Em 20°45′22″B 107°11′16″Đ / 20,75622°B 107,18764°Đ
371. Hòn Tôm 20°55′42″B 107°04′57″Đ / 20,92824°B 107,08262°Đ
372. Hòn Tắt Đèn 20°54′20″B 107°09′11″Đ / 20,90557°B 107,15294°Đ
373. Hòn Tổ Các Bé 20°47′22″B 107°08′18″Đ / 20,7895°B 107,13827°Đ
374. Hòn Tổ Các Lớn 20°47′08″B 107°08′24″Đ / 20,7856°B 107,13997°Đ
375. Hòn Tai Voi 20°52′55″B 107°10′49″Đ / 20,88202°B 107,18029°Đ
376. Hòn Tháp 20°53′15″B 107°06′20″Đ / 20,88746°B 107,1055°Đ
377. Hòn Thọ Đèn 20°53′28″B 106°58′49″Đ / 20,891°B 106,98016°Đ
378. Hòn Thoi Đất 20°52′07″B 107°00′04″Đ / 20,86858°B 107,00099°Đ
379. Hòn Thúng 20°52′45″B 107°06′54″Đ / 20,87922°B 107,11493°Đ
380. Hòn Thuyền 20°44′26″B 107°07′48″Đ / 20,74044°B 107,12997°Đ
381. Hòn Ti Tốp 20°51′45″B 107°04′02″Đ / 20,8626°B 107,06722°Đ
382. Hòn Tùng Giá Con 20°48′21″B 107°07′49″Đ / 20,80595°B 107,13036°Đ
383. Hòn Tùng Lâm 20°52′35″B 107°00′20″Đ / 20,87643°B 107,00546°Đ
384. Hòn Tùng Miếu 20°46′31″B 107°07′58″Đ / 20,77521°B 107,13273°Đ
385. Hòn Tùng Ngón 20°44′45″B 107°08′56″Đ / 20,74591°B 107,14896°Đ
386. Hòn Tùng Rươu 20°46′27″B 107°07′22″Đ / 20,77427°B 107,12281°Đ
387. Hòn Tùng Rươu Con 20°46′21″B 107°07′12″Đ / 20,77249°B 107,12002°Đ
388. Hòn Trà Cương 20°52′54″B 107°00′25″Đ / 20,88162°B 107,00699°Đ
389. Hòn Trà Giới 20°50′49″B 107°14′56″Đ / 20,84681°B 107,24894°Đ
390. Hòn Trà Hương 20°52′37″B 106°58′36″Đ / 20,87708°B 106,97679°Đ
391. Hòn Trà Sản 20°52′01″B 107°12′51″Đ / 20,86706°B 107,2143°Đ
392. Hòn Tràng 20°55′28″B 107°07′14″Đ / 20,92439°B 107,1205°Đ
393. Hòn Tràng 20°55′09″B 107°09′32″Đ / 20,91909°B 107,15892°Đ
394. Hòn Tràng Bé 20°55′28″B 107°07′45″Đ / 20,92439°B 107,12904°Đ
395. Hòn Tràng Giá 20°51′28″B 107°11′23″Đ / 20,85767°B 107,18985°Đ
396. Hòn Tràng Giá Con 20°51′37″B 107°11′21″Đ / 20,86029°B 107,18903°Đ
397. Hòn Tràng Giá Tây 20°51′20″B 107°11′09″Đ / 20,85562°B 107,18588°Đ
398. Hòn Tràng Tô 20°55′46″B 107°07′52″Đ / 20,92939°B 107,13119°Đ
399. Hòn Trạng 20°50′57″B 107°15′47″Đ / 20,84923°B 107,26302°Đ
400. Hòn Trỏ 20°49′21″B 107°05′24″Đ / 20,82262°B 107,0901°Đ
401. Hòn Trọc 20°51′30″B 107°10′24″Đ / 20,85844°B 107,17333°Đ
402. Hòn Tranh Phao 20°52′48″B 107°10′42″Đ / 20,88001°B 107,17843°Đ
403. Hòn Trinh 20°51′08″B 107°09′18″Đ / 20,85216°B 107,15513°Đ
404. Hòn Trúc Đông Ngoài 20°49′39″B 107°13′37″Đ / 20,82758°B 107,22696°Đ
405. Hòn Trúc Đông Trọng 20°51′23″B 107°14′54″Đ / 20,85644°B 107,24821°Đ
406. Hòn Trụi 20°56′31″B 106°58′57″Đ / 20,94196°B 106,98253°Đ
407. Hòn Tròn Bắc 20°50′00″B 107°11′55″Đ / 20,83342°B 107,19867°Đ
408. Hòn Tròn Nam 20°48′33″B 107°11′38″Đ / 20,8092°B 107,19393°Đ
409. Hòn Ván Xôi 20°46′08″B 107°10′13″Đ / 20,76875°B 107,17035°Đ
410. Hòn Vông Viêng 20°50′25″B 107°09′18″Đ / 20,84039°B 107,15498°Đ
411. Hòn Vạn Bội 20°52′14″B 107°02′31″Đ / 20,87065°B 107,04191°Đ
412. Hòn Vạy 20°51′41″B 107°14′49″Đ / 20,86152°B 107,24704°Đ
413. Hòn Vang Cồn To 20°56′29″B 107°10′18″Đ / 20,94151°B 107,17177°Đ
414. Hòn Vay Ngoài 20°54′05″B 107°01′35″Đ / 20,90131°B 107,0264°Đ
415. Hòn Vay Trong 20°54′00″B 107°01′20″Đ / 20,90007°B 107,02227°Đ
416. Hòn Ve Trên 20°53′32″B 107°11′17″Đ / 20,89234°B 107,18805°Đ
417. Hòn Viên 20°51′24″B 107°10′38″Đ / 20,85654°B 107,17727°Đ
418. Hòn Voi 20°52′52″B 107°09′34″Đ / 20,8812°B 107,15956°Đ
419. Hòn Vễn 20°52′47″B 107°02′10″Đ / 20,87975°B 107,03613°Đ
420. Hòn Vụng Ba Cửa 20°52′49″B 106°59′33″Đ / 20,88034°B 106,9924°Đ
421. Hòn Vũng Bùn 20°51′24″B 107°15′40″Đ / 20,85664°B 107,26113°Đ
422. Hòn Vụng Chậu 20°51′21″B 107°02′48″Đ / 20,85587°B 107,04678°Đ
423. Hòn Vụng Chùa 20°56′05″B 107°06′04″Đ / 20,9348°B 107,10103°Đ
424. Hòn Vụng Dại 20°53′38″B 106°59′47″Đ / 20,89381°B 106,99643°Đ
425. Hòn Vụng Gianh 20°52′14″B 107°08′39″Đ / 20,87057°B 107,14426°Đ
426. Hòn Vụng Hà 20°50′08″B 107°10′06″Đ / 20,83543°B 107,16826°Đ
427. Hòn Vụng Hối Con 20°49′31″B 107°09′49″Đ / 20,82539°B 107,16349°Đ
428. Hòn Vụng Oản 20°56′16″B 107°04′36″Đ / 20,93767°B 107,0766°Đ
429. Hòn Vụng Sù 20°52′02″B 107°16′06″Đ / 20,86716°B 107,26834°Đ
430. Hòn Vụng Sò 20°54′13″B 107°00′31″Đ / 20,90362°B 107,00868°Đ
431. Hòn Vụng Vua 20°44′16″B 107°08′32″Đ / 20,7379°B 107,14226°Đ
432. Hòn Vụng Vua Đông 20°44′26″B 107°08′45″Đ / 20,7405°B 107,14576°Đ
433. Hòn Vịt 20°53′11″B 107°06′19″Đ / 20,88637°B 107,1052°Đ
434. Hòn Vuông Ngoài 20°48′04″B 107°14′48″Đ / 20,80104°B 107,2466°Đ
435. Hòn Vuông Trong 20°48′21″B 107°14′49″Đ / 20,8059°B 107,24706°Đ
436. Hòn Xác Khô 20°52′21″B 107°14′21″Đ / 20,87238°B 107,23912°Đ
437. Hòn Xác Khô Con 20°52′19″B 107°14′06″Đ / 20,87208°B 107,23506°Đ
438. Hòn Xà 20°55′46″B 107°09′55″Đ / 20,9295°B 107,16535°Đ
439. Hòn Xã Lan 20°44′15″B 107°09′30″Đ / 20,73758°B 107,15845°Đ
440. Hòn Xúc Xấc 20°46′19″B 107°08′06″Đ / 20,77186°B 107,13495°Đ
441. Hòn Xếp 20°54′31″B 107°11′15″Đ / 20,90873°B 107,18755°Đ
442. Hòn Xuôi Bắc 20°47′05″B 107°10′26″Đ / 20,78486°B 107,17393°Đ
443. Hòn Xuôi Bé 20°47′10″B 107°11′15″Đ / 20,78612°B 107,18756°Đ
444. Hòn Xuôi Lớn 20°47′15″B 107°11′30″Đ / 20,78758°B 107,19158°Đ
445. Hòn Xuôi Nam 20°46′58″B 107°10′18″Đ / 20,78286°B 107,17171°Đ
446. Hòn Xuồng 20°44′29″B 107°08′38″Đ / 20,74126°B 107,14396°Đ
447. Cồn Chim 20°46′13″B 107°09′29″Đ / 20,77034°B 107,15794°Đ
448. Cồn Gẫy 20°45′50″B 107°09′31″Đ / 20,76376°B 107,15853°Đ

## HuyệnCô Tô
1. Đảo Cô Tô 20°59′20″B 107°45′12″Đ / 20,9889°B 107,7533°Đ
2. Đảo Cô Tô Con 21°02′30″B 107°46′30″Đ / 21,04159°B 107,77487°Đ
3. Đảo Thanh Lam (Thanh Lân) 21°00′58″B 107°49′39″Đ / 21,01616°B 107,82762°Đ
4. Đảo Trần 21°14′22″B 107°58′09″Đ / 21,23951°B 107,96921°Đ
5. Hòn Ba Đỉnh 21°03′19″B 107°51′50″Đ / 21,05533°B 107,86382°Đ
6. Hòn Bắc Bồ Cát 21°12′18″B 108°00′52″Đ / 21,20512°B 108,0145°Đ
7. Hòn Bát Hương 21°03′04″B 107°51′06″Đ / 21,05101°B 107,8517°Đ
8. Hòn Bẩy Âm Dương 21°06′10″B 107°49′35″Đ / 21,10282°B 107,82649°Đ
9. Hòn Bảy Sao 21°07′56″B 107°47′46″Đ / 21,13224°B 107,79619°Đ
10. Hòn Bồ Cát 21°11′33″B 108°01′03″Đ / 21,19241°B 108,01739°Đ
11. Hòn Cá Chép 21°04′14″B 107°46′25″Đ / 21,07061°B 107,77372°Đ
12. Hòn Cá Chép Con 21°03′01″B 107°45′21″Đ / 21,05025°B 107,75594°Đ
13. Hòn Chòi Canh 21°06′00″B 107°46′12″Đ / 21,09995°B 107,76995°Đ
14. Hòn Con Chuột 21°03′03″B 107°50′39″Đ / 21,05088°B 107,84413°Đ
15. Hòn Đá Thủng 20°59′42″B 107°49′41″Đ / 20,99502°B 107,82803°Đ
16. Hòn Đặng Vạn Châu 20°59′04″B 107°47′59″Đ / 20,98434°B 107,79968°Đ
17. Hòn Đèn 21°09′47″B 107°51′59″Đ / 21,16318°B 107,86631°Đ
18. Hòn Đồi Mồi 21°07′49″B 107°51′37″Đ / 21,13021°B 107,86017°Đ
19. Hòn Đông Nam 20°58′25″B 107°47′10″Đ / 20,97348°B 107,78608°Đ
20. Hòn Hai Hòn 21°00′54″B 107°48′39″Đ / 21,01492°B 107,81076°Đ
21. Hòn Khe Con 21°02′09″B 107°49′21″Đ / 21,03578°B 107,82251°Đ
22. Hòn Khe Trâu 20°58′41″B 107°47′19″Đ / 20,97816°B 107,78851°Đ
23. Hòn Khoai Lang 21°08′16″B 107°50′55″Đ / 21,13784°B 107,84866°Đ
24. Hòn Khói 21°02′03″B 107°47′43″Đ / 21,03429°B 107,79525°Đ
25. Hòn Ngang 21°06′40″B 107°48′54″Đ / 21,11116°B 107,81502°Đ
26. Hòn Ngựa 21°09′24″B 107°51′33″Đ / 21,1567°B 107,85923°Đ
27. Hòn Ngựa Bé 21°08′50″B 107°50′40″Đ / 21,1472°B 107,84433°Đ
28. Hòn Núi Nhọn 21°08′38″B 107°52′09″Đ / 21,14376°B 107,86909°Đ
29. Hòn Thoải Rơi 21°04′26″B 107°49′16″Đ / 21,0738°B 107,82098°Đ
30. Hòn Vạn Thoại 21°02′46″B 107°50′10″Đ / 21,04618°B 107,83619°Đ